# Rencontres de la Ligue des champions de l'UEFA 2021-2022
La phase de groupes de la Ligue des champions de l'UEFA 2021-2022 débute le 14 septembre et se termine le 8 décembre 2021. Au total, 32 équipes s'affrontent dans la phase de groupes pour décider des 16 places pour les huitièmes de finale de Ligue des champions de l'UEFA 2021-2022.

## Tirage au sort
Le tirage au sort pour la phase de groupes a lieu le 26 août 2021, au Radio télévision suisse à Genève.
Les 32 équipes sont réparties en huit groupes de quatre, avec la restriction que les équipes d'une même association ne peuvent être tirées l'une contre l'autre. Pour le tirage au sort, les équipes sont réparties dans quatre pots selon les principes suivants (article 13.06 du règlement) :
- Le pot 1 contient les tenants des titres de la Ligue des champions et de la Ligue Europa, ainsi que les champions des six meilleures associations sur la base de leurs coefficients 2020 pour les pays de l'UEFA. Si l'un des tenants du titre, ou les deux, est l'un des champions des six meilleures associations, les champions de la ou des associations les mieux classées suivantes sont également classés dans le pot 1.
- Les pots 2, 3 et 4 contiennent les équipes restantes, classées en fonction de leurs coefficients de club UEFA 2020.

| Chapeau 1             | Chapeau 1 | Chapeau 2             | Chapeau 2 | Chapeau 3                   | Chapeau 3 | Chapeau 4           | Chapeau 4 |
| --------------------- | --------- | --------------------- | --------- | --------------------------- | --------- | ------------------- | --------- |
| Chelsea FC T SU       | 98.000    | Real Madrid           | 127.000   | FC Porto                    | 87.000    | Beşiktaş JK Ch C    | 49.000    |
| Villarreal CF C3      | 63.000    | FC Barcelone C        | 122.000   | Ajax Amsterdam Ch C         | 82.500    | Dynamo Kiev Ch C    | 47.000    |
| Atlético de Madrid Ch | 115.000   | Juventus FC C         | 120.000   | Chakhtar Donetsk            | 79.000    | Club Bruges KV Ch   | 35.500    |
| Manchester City Ch    | 125.000   | Manchester United     | 113.000   | RB Leipzig                  | 66.000    | BSC Young Boys Ch   | 35.000    |
| Bayern Munich Ch      | 134.000   | Paris Saint-Germain C | 113.000   | RB Salzbourg Ch C           | 59.000    | AC Milan            | 31.000    |
| Inter Milan Ch        | 53.000    | Liverpool FC          | 101.000   | SL Benfica                  | 58.000    | Malmö FF Ch         | 18.500    |
| LOSC Lille Ch         | 14.000    | Séville FC            | 98.000    | Atalanta Bergame            | 50.500    | VfL Wolfsburg       | 14.714    |
| Sporting CP Ch        | 45.000    | Borussia Dortmund C   | 90.000    | Zénith Saint-Pétersbourg Ch | 50.000    | Sheriff Tiraspol Ch | 14.500    |

T : Tenant du titre

Ch : Champion national
C3 : Vainqueur de la Ligue Europa
SU : Vainqueur de la Supercoupe de l'UEFA
C : Vainqueur de la coupe nationale
- Futur qualifié pour les huitièmes de finale
- Futur repêché en barrages pour la phase à élimination directe de la Ligue Europa

Le 17 juillet 2014, le comité d'urgence de l'UEFA a décidé que les clubs ukrainiens et russes ne seraient pas tirés l'un contre l'autre "jusqu'à nouvel ordre" en raison des troubles politiques entre les pays.
De plus, pour les associations de deux équipes ou plus, les équipes sont appariées afin de les diviser en deux groupes de quatre (A – D, E – H) pour une couverture télévisuelle maximale. 
Pour chaque journée, un groupe de quatre disputera ses matchs le mardi, tandis que l'autre groupe de quatre disputera ses matchs le mercredi, les deux groupes alternant à chaque journée. Les rencontres sont décidées après le tirage au sort, à l'aide d'un ordinateur non présenté au public, avec la séquence de match suivante (article 16.02 du Règlement) : 
| Journée     | Dates                   |
| ----------- | ----------------------- |
| 1re journée | 14 et 15 septembre 2021 |
| 2e journée  | 28 et 29 septembre 2021 |
| 3e journée  | 19 et 20 octobre 2021   |
| 4e journée  | 2 et 3 novembre 2021    |
| 5e journée  | 23 et 24 novembre 2021  |
| 6e journée  | 7 et 8 décembre 2021    |

Il existe des restrictions de calendrier : par exemple, des équipes de la même ville (comme le Real Madrid et l'Atlético Madrid, Manchester United et Manchester City) ne sont pas programmées pour jouer à domicile la même journée, ainsi que les équipes de l'Est du continent (comme la Russie) ne sont pas programmées pour jouer à domicile la dernière journée à cause du climat.

## Équipes participantes
Les équipes participantes (avec leurs coefficients de club UEFA 2021) sont groupées selon leur pot d'appartenance. Ils comprennent :
- 26 équipes qui entrent dans cette étape
- 6 gagnants du tour de barrages (4 par la voie des champions, 2 par la voie de la ligue)

Les équipes sont classées en fonction des points (3 points pour une victoire, 1 point pour un match nul, 0 points pour une défaite) et, en cas d’égalité de points, les critères de départage suivants sont appliqués, dans l’ordre donné, pour déterminer le classement (Règlements articles 17.01) :
1. plus grand nombre de points obtenus dans les matches de groupe disputés entre les équipes concernées ;
2. meilleure différence de buts dans les matches du groupe disputés entre les équipes concernées ;
3. plus grand nombre de buts marqués dans les matches du groupe disputés entre les équipes concernées ;
4. si, après l’application des critères 1 à 3, plusieurs équipes sont toujours à égalité, les critères 1 à 3 sont à nouveau appliqués exclusivement aux matches entre les équipes concernées afin de déterminer leur classement final. Si cette procédure ne donne pas de résultat, les critères 5 à 11 s’appliquent ;
5. meilleure différence de buts dans tous les matches du groupe ;
6. plus grand nombre de buts marqués dans tous les matches du groupe ;
7. plus grand nombre de buts marqués à l’extérieur dans tous les matches du groupe ;
8. plus grand nombre de victoires dans tous les matches du groupe ;
9. plus grand nombre de victoires à l'extérieur dans tous les matches du groupe ;
10. total le plus faible de points disciplinaires sur la base uniquement des cartons jaunes et des cartons rouges reçus durant tous les matches du groupe (carton rouge = 3 points, carton jaune = 1 point, expulsion pour deux cartons jaunes au cours d'un match = 3 points) ;
11. meilleur coefficient de club.

Les matches se déroulent du 14 au 15 septembre, du 28 au 29 septembre, du 19 au 20 octobre, du 2 au 3 novembre, du 23 au 24 novembre et du 7 au 8 décembre 2021. Les heures de coup d'envoi prévues sont 21h00 CET / CEST, avec deux matches mardi et mercredi programmés à 18h55 CET / CEST. 
| Légende des couleurs                                                                                   |
| --- |
| Premiers et deuxièmes de groupe se qualifient pour les huitièmes de finale                             |
| Troisièmes de groupe sont repêchés aux barrages pour la phase à élimination directe de la Ligue Europa |

## Phases de groupes
Légende des classements
- Qualifié pour les huitièmes de finale
- Repêché aux barrages pour la phase à élimination directe de la Ligue Europa

Légende des résultats
- Victoire à domicile
- Match nul
- Victoire à l'extérieur

### Groupe A
| Rang | Équipe              | Pts | J | G | N | P | Bp | Bc | Diff |  | Résultats (▼ dom., ► ext.) |     |     |     |     |
| ---- | ------------------- | --- | - | - | - | - | -- | -- | ---- |  | -------------------------- | --- | --- | --- | --- |
| 1    | Manchester City     | 12  | 6 | 4 | 0 | 2 | 18 | 10 | +8   |  | Manchester City            |     | 2-1 | 6-3 | 4-1 |
| 2    | Paris Saint-Germain | 11  | 6 | 3 | 2 | 1 | 13 | 8  | +5   |  | Paris Saint-Germain        | 2-0 |     | 3-2 | 4-1 |
| 3    | RB Leipzig          | 7   | 6 | 2 | 1 | 3 | 15 | 14 | +1   |  | RB Leipzig                 | 2-1 | 2-2 |     | 1-2 |
| 4    | Club Bruges KV      | 4   | 6 | 1 | 1 | 4 | 6  | 20 | -14  |  | Club Bruges KV             | 1-5 | 1-1 | 0-5 |     |

| 1re journée                  | Manchester City                                                                            | 6 - 3   | RB Leipzig                                        | City of Manchester Stadium, Manchester                                           |                                                                                  |
| 15 septembre 2021 21h00 CEST | Aké 16e · Mukiele 28e (csc) · Mahrez 45+2e (pen.) · Grealish 56e · Cancelo 75e · Jesus 85e | (3 - 1) | 42e 51e 73e Nkunku                                | Spectateurs : 38 062 Arbitrage : Serdar Gözübüyük Arbitre vidéo : Pol van Boekel | Spectateurs : 38 062 Arbitrage : Serdar Gözübüyük Arbitre vidéo : Pol van Boekel |
| 15 septembre 2021 21h00 CEST | Zinchenko 12e                                                                              | Rapport | 45+1e Klostermann · 49e Adams · 58e, 79e Angeliño | Spectateurs : 38 062 Arbitrage : Serdar Gözübüyük Arbitre vidéo : Pol van Boekel | Spectateurs : 38 062 Arbitrage : Serdar Gözübüyük Arbitre vidéo : Pol van Boekel |

| 1re journée                  | Club Bruges KV         | 1 - 1   | Paris Saint-Germain     | Stade Jan Breydel, Bruges                                                           |                                                                                     |
| 15 septembre 2021 21h00 CEST | Vanaken 27e            | (1 - 1) | 15e Herrera             | Spectateurs : 27 546 Arbitrage : Sandro Schärer Arbitre vidéo : Massimiliano Irrati | Spectateurs : 27 546 Arbitrage : Sandro Schärer Arbitre vidéo : Massimiliano Irrati |
| 15 septembre 2021 21h00 CEST | Lang 62e · Balanta 76e | Rapport | 12e Paredes · 72e Messi | Spectateurs : 27 546 Arbitrage : Sandro Schärer Arbitre vidéo : Massimiliano Irrati | Spectateurs : 27 546 Arbitrage : Sandro Schärer Arbitre vidéo : Massimiliano Irrati |

| 2e journée                   | Paris Saint-Germain  | 2 - 0   | Manchester City             | Parc des Princes, Paris                                                                        |                                                                                                |
| 28 septembre 2021 21h00 CEST | Gueye 8e · Messi 74e | (1 - 0) |                             | Spectateurs : 37 350 Arbitrage : Carlos del Cerro Grande Arbitre vidéo : Juan Martínez Munuera | Spectateurs : 37 350 Arbitrage : Carlos del Cerro Grande Arbitre vidéo : Juan Martínez Munuera |
| 28 septembre 2021 21h00 CEST | Verratti 77e         | Rapport | 24e Cancelo · 39e De Bruyne | Spectateurs : 37 350 Arbitrage : Carlos del Cerro Grande Arbitre vidéo : Juan Martínez Munuera | Spectateurs : 37 350 Arbitrage : Carlos del Cerro Grande Arbitre vidéo : Juan Martínez Munuera |

| 2e journée                   | RB Leipzig | 1 - 2   | Club Bruges KV               | Red Bull Arena, Leipzig                                                     |                                                                             |
| 28 septembre 2021 21h00 CEST | Nkunku 5e  | (1 - 2) | 22e Vanaken · 41e Rits       | Spectateurs : 23 500 Arbitrage : Slavko Vinčić Arbitre vidéo : Paolo Valeri | Spectateurs : 23 500 Arbitrage : Slavko Vinčić Arbitre vidéo : Paolo Valeri |
| 28 septembre 2021 21h00 CEST |            | Rapport | 87e Balanta · 90+6e Mignolet | Spectateurs : 23 500 Arbitrage : Slavko Vinčić Arbitre vidéo : Paolo Valeri | Spectateurs : 23 500 Arbitrage : Slavko Vinčić Arbitre vidéo : Paolo Valeri |

| 3e journée                 | Club Bruges KV                     | 1 - 5   | Manchester City                                               | Stade Jan Breydel, Bruges                                                   |                                                                             |
| 19 octobre 2021 18h45 CEST | Vanaken 81e                        | (0 - 2) | 30e Cancelo · 43e (pen.) 84e Mahrez · 53e Walker · 67e Palmer | Spectateurs : 24 915 Arbitrage : István Kovács Arbitre vidéo : Paolo Valeri | Spectateurs : 24 915 Arbitrage : István Kovács Arbitre vidéo : Paolo Valeri |
| 19 octobre 2021 18h45 CEST | Mata 24e · Nsoki 45e · Balanta 65e | Rapport | 32e Laporte                                                   | Spectateurs : 24 915 Arbitrage : István Kovács Arbitre vidéo : Paolo Valeri | Spectateurs : 24 915 Arbitrage : István Kovács Arbitre vidéo : Paolo Valeri |

| 3e journée                 | Paris Saint-Germain              | 3 - 2   | RB Leipzig                          | Parc des Princes, Paris                                                     |                                                                             |
| 19 octobre 2021 21h00 CEST | Mbappé 9e · Messi 67e 74e (pen.) | (1 - 1) | 28e Silva · 57e Mukiele             | Spectateurs : 47 359 Arbitrage : Marco Guida Arbitre vidéo : Marco Di Bello | Spectateurs : 47 359 Arbitrage : Marco Guida Arbitre vidéo : Marco Di Bello |
| 19 octobre 2021 21h00 CEST | Gueye 48e · Hakimi 64e           | Rapport | 19e Orban · 38e Simakan · 84e Adams | Spectateurs : 47 359 Arbitrage : Marco Guida Arbitre vidéo : Marco Di Bello | Spectateurs : 47 359 Arbitrage : Marco Guida Arbitre vidéo : Marco Di Bello |

| 4e journée                | Manchester City                                     | 4 - 1   | Club Bruges KV   | City of Manchester Stadium, Manchester                                                 |                                                                                        |
| 3 novembre 2021 21h00 CET | Foden 15e · Mahrez 54e · Sterling 72e · Jesus 90+2e | (1 - 1) | 17e (csc) Stones | Spectateurs : 50 228 Arbitrage : Antonio Mateu Lahoz Arbitre vidéo : Ricardo de Burgos | Spectateurs : 50 228 Arbitrage : Antonio Mateu Lahoz Arbitre vidéo : Ricardo de Burgos |
| 3 novembre 2021 21h00 CET | Rapport                                             |         |                  | Spectateurs : 50 228 Arbitrage : Antonio Mateu Lahoz Arbitre vidéo : Ricardo de Burgos | Spectateurs : 50 228 Arbitrage : Antonio Mateu Lahoz Arbitre vidéo : Ricardo de Burgos |

| 4e journée                | RB Leipzig                              | 2 - 2   | Paris Saint-Germain                                                                    | Red Bull Arena, Leipzig                                                             |                                                                                     |
| 3 novembre 2021 21h00 CET | Nkunku 8e · Szoboszlai 90+2e (pen.)     | (1 - 2) | 21e 39e Wijnaldum                                                                      | Spectateurs : 39 794 Arbitrage : Andreas Ekberg Arbitre vidéo : Massimiliano Irrati | Spectateurs : 39 794 Arbitrage : Andreas Ekberg Arbitre vidéo : Massimiliano Irrati |
| 3 novembre 2021 21h00 CET | Adams 25e · Simakan 70e · Poulsen 90+5e | Rapport | 10e Danilo · 32e Kimpembe · 62e Mendes · 74e Neymar · 90+1e Donnarumma · 90+5e Herrera | Spectateurs : 39 794 Arbitrage : Andreas Ekberg Arbitre vidéo : Massimiliano Irrati | Spectateurs : 39 794 Arbitrage : Andreas Ekberg Arbitre vidéo : Massimiliano Irrati |

| 5e journée                 | Manchester City                       | 2 - 1   | Paris Saint-Germain | City of Manchester Stadium, Manchester                                         |                                                                                |
| 24 novembre 2021 21h00 CET | Sterling 63e · Jesus 76e              | (0 - 0) | 50e Mbappé          | Spectateurs : 52 030 Arbitrage : Daniele Orsato Arbitre vidéo : Marco Di Bello | Spectateurs : 52 030 Arbitrage : Daniele Orsato Arbitre vidéo : Marco Di Bello |
| 24 novembre 2021 21h00 CET | Rodri 55e · Cancelo 80e · Jesus 90+3e | Rapport |                     | Spectateurs : 52 030 Arbitrage : Daniele Orsato Arbitre vidéo : Marco Di Bello | Spectateurs : 52 030 Arbitrage : Daniele Orsato Arbitre vidéo : Marco Di Bello |

| 5e journée                 | Club Bruges KV                      | 0 - 5   | RB Leipzig                                               | Stade Jan Breydel, Bruges                                                  |                                                                            |
| 24 novembre 2021 21h00 CET |                                     | (0 - 4) | 12e 90+3e Nkunku · 17e (pen.) 45+1e Forsberg · 27e Silva | Spectateurs : 24 072 Arbitrage : Davide Massa Arbitre vidéo : Paolo Valeri | Spectateurs : 24 072 Arbitrage : Davide Massa Arbitre vidéo : Paolo Valeri |
| 24 novembre 2021 21h00 CET | Lang 63e · Balanta 85e · Wesley 86e | Rapport | 86e Moriba                                               | Spectateurs : 24 072 Arbitrage : Davide Massa Arbitre vidéo : Paolo Valeri | Spectateurs : 24 072 Arbitrage : Davide Massa Arbitre vidéo : Paolo Valeri |

| 6e journée                | Paris Saint-Germain                 | 4 - 1   | Club Bruges KV | Parc des Princes, Paris                                                                  |                                                                                          |
| 7 décembre 2021 18h45 CET | Mbappé 2e 7e · Messi 38e 76e (pen.) | (3 - 0) | 68e Rits       | Spectateurs : 47 492 Arbitrage : Jesús Gil Manzano Arbitre vidéo : Juan Martínez Munuera | Spectateurs : 47 492 Arbitrage : Jesús Gil Manzano Arbitre vidéo : Juan Martínez Munuera |
| 7 décembre 2021 18h45 CET | Kehrer 55e · Mbappé 70e             | Rapport | 61e Lang       | Spectateurs : 47 492 Arbitrage : Jesús Gil Manzano Arbitre vidéo : Juan Martínez Munuera | Spectateurs : 47 492 Arbitrage : Jesús Gil Manzano Arbitre vidéo : Juan Martínez Munuera |

| 6e journée                | RB Leipzig                 | 2 - 1   | Manchester City                         | Red Bull Arena, Leipzig                                               |                                                                       |
| 7 décembre 2021 18h45 CET | Szoboszlai 24e · Silva 71e | (1 - 0) | 77e Mahrez                              | Spectateurs : 0 Arbitrage : Sandro Schärer Arbitre vidéo : Fedayi San | Spectateurs : 0 Arbitrage : Sandro Schärer Arbitre vidéo : Fedayi San |
| 7 décembre 2021 18h45 CET | Kampl 14e · Adams 90+1e    | Rapport | 30e De Bruyne · 81e Stones · 83e Walker | Spectateurs : 0 Arbitrage : Sandro Schärer Arbitre vidéo : Fedayi San | Spectateurs : 0 Arbitrage : Sandro Schärer Arbitre vidéo : Fedayi San |

### Groupe B
| Rang | Équipe             | Pts | J | G | N | P | Bp | Bc | Diff |  | Résultats (▼ dom., ► ext.) |     |     |     |     |
| ---- | ------------------ | --- | - | - | - | - | -- | -- | ---- |  | -------------------------- | --- | --- | --- | --- |
| 1    | Liverpool FC       | 18  | 6 | 6 | 0 | 0 | 17 | 6  | +11  |  | Liverpool FC               |     | 2-0 | 2-0 | 3-2 |
| 2    | Atlético de Madrid | 7   | 6 | 2 | 1 | 3 | 7  | 8  | -1   |  | Atlético de Madrid         | 2-3 |     | 0-0 | 0-1 |
| 3    | FC Porto           | 5   | 6 | 1 | 2 | 3 | 4  | 11 | -7   |  | FC Porto                   | 1-5 | 1-3 |     | 1-0 |
| 4    | AC Milan           | 4   | 6 | 1 | 1 | 4 | 6  | 9  | -3   |  | AC Milan                   | 1-2 | 1-2 | 1-1 |     |

| 1re journée                  | Atlético de Madrid                     | 0 - 0   | FC Porto                                                                                  | Estadio Metropolitano, Madrid                                                  |                                                                                |
| 15 septembre 2021 21h00 CEST |                                        | (0 - 0) |                                                                                           | Spectateurs : 40 098 Arbitrage : Ovidiu Hațegan Arbitre vidéo : Marco Di Bello | Spectateurs : 40 098 Arbitrage : Ovidiu Hațegan Arbitre vidéo : Marco Di Bello |
| 15 septembre 2021 21h00 CEST | Félix 51e · Kondogbia 52e · Felipe 71e | Rapport | 16e Díaz · 21e Sanusi · 41e Uribe · 67e Vitinha · 76e Corona · 83e Wendell · 90+5e Mbemba | Spectateurs : 40 098 Arbitrage : Ovidiu Hațegan Arbitre vidéo : Marco Di Bello | Spectateurs : 40 098 Arbitrage : Ovidiu Hațegan Arbitre vidéo : Marco Di Bello |

| 1re journée                  | Liverpool FC                                | 3 - 2   | AC Milan                | Anfield, Liverpool                                                                   |                                                                                      |
| 15 septembre 2021 21h00 CEST | Tomori 9e (csc) · Salah 49e · Henderson 69e | (1 - 2) | 42e Rebić · 44e Díaz    | Spectateurs : 51 445 Arbitrage : Szymon Marciniak Arbitre vidéo : Tomasz Kwiatkowski | Spectateurs : 51 445 Arbitrage : Szymon Marciniak Arbitre vidéo : Tomasz Kwiatkowski |
| 15 septembre 2021 21h00 CEST | Milner 90+3e                                | Rapport | 13e Bennacer · 61e Díaz | Spectateurs : 51 445 Arbitrage : Szymon Marciniak Arbitre vidéo : Tomasz Kwiatkowski | Spectateurs : 51 445 Arbitrage : Szymon Marciniak Arbitre vidéo : Tomasz Kwiatkowski |

| 2e journée                   | AC Milan                                                       | 1 - 2   | Atlético de Madrid                  | Stade San Siro, Milan                                                            |                                                                                  |
| 28 septembre 2021 21h00 CEST | Leão 20e                                                       | (1 - 0) | 84e Griezmann · 90+7e (pen.) Suárez | Spectateurs : 35 374 Arbitrage : Cüneyt Çakır Arbitre vidéo : Abdulkadir Bitigen | Spectateurs : 35 374 Arbitrage : Cüneyt Çakır Arbitre vidéo : Abdulkadir Bitigen |
| 28 septembre 2021 21h00 CEST | Kessié 15e, 29e · Rebić 29e · Hernandez 69e · Saelemaekers 79e | Rapport | 60e Kondogbia                       | Spectateurs : 35 374 Arbitrage : Cüneyt Çakır Arbitre vidéo : Abdulkadir Bitigen | Spectateurs : 35 374 Arbitrage : Cüneyt Çakır Arbitre vidéo : Abdulkadir Bitigen |

| 2e journée                   | FC Porto   | 1 - 5   | Liverpool FC                               | Stade du Dragon, Porto                                                             |                                                                                    |
| 28 septembre 2021 21h00 CEST | Taremi 75e | (0 - 2) | 18e 60e Salah · 45e Mané · 77e 81e Firmino | Spectateurs : 23 520 Arbitrage : Sergueï Karassiov Arbitre vidéo : Bastian Dankert | Spectateurs : 23 520 Arbitrage : Sergueï Karassiov Arbitre vidéo : Bastian Dankert |
| 28 septembre 2021 21h00 CEST | Rapport    |         |                                            | Spectateurs : 23 520 Arbitrage : Sergueï Karassiov Arbitre vidéo : Bastian Dankert | Spectateurs : 23 520 Arbitrage : Sergueï Karassiov Arbitre vidéo : Bastian Dankert |

| 3e journée                 | Atlético de Madrid           | 2 - 3   | Liverpool FC                      | Estadio Metropolitano, Madrid                                                   |                                                                                 |
| 19 octobre 2021 21h00 CEST | Griezmann 20e 34e            | (2 - 2) | 8e 76e (pen.) Salah · 13e Keïta   | Spectateurs : 60 725 Arbitrage : Daniel Siebert Arbitre vidéo : Bastian Dankert | Spectateurs : 60 725 Arbitrage : Daniel Siebert Arbitre vidéo : Bastian Dankert |
| 19 octobre 2021 21h00 CEST | Griezmann 52e · Suárez 90+5e | Rapport | 59e Milner · 63e Alexander-Arnold | Spectateurs : 60 725 Arbitrage : Daniel Siebert Arbitre vidéo : Bastian Dankert | Spectateurs : 60 725 Arbitrage : Daniel Siebert Arbitre vidéo : Bastian Dankert |

| 3e journée                 | FC Porto                | 1 - 0   | AC Milan                                                          | Stade du Dragon, Porto                                                   |                                                                          |
| 19 octobre 2021 21h00 CEST | Díaz 65e                | (0 - 0) |                                                                   | Spectateurs : 32 130 Arbitrage : Felix Brych Arbitre vidéo : Marco Fritz | Spectateurs : 32 130 Arbitrage : Felix Brych Arbitre vidéo : Marco Fritz |
| 19 octobre 2021 21h00 CEST | Oliveira 3e · Uribe 38e | Rapport | 16e Tomori · 20e Giroud · 81e Kalulu · 87e Ibrahimović · 90e Leão | Spectateurs : 32 130 Arbitrage : Felix Brych Arbitre vidéo : Marco Fritz | Spectateurs : 32 130 Arbitrage : Felix Brych Arbitre vidéo : Marco Fritz |

| 4e journée                | AC Milan         | 1 - 1   | FC Porto                                                | Stade San Siro, Milan                                                             |                                                                                   |
| 3 novembre 2021 18h45 CET | Mbemba 61e (csc) | (0 - 1) | 6e Díaz                                                 | Spectateurs : 39 675 Arbitrage : Clément Turpin Arbitre vidéo : François Letexier | Spectateurs : 39 675 Arbitrage : Clément Turpin Arbitre vidéo : François Letexier |
| 3 novembre 2021 18h45 CET | Tomori 55e       | Rapport | 49e Grujić · 65e Mbemba · 73e Vitinha · 90+2e Conceição | Spectateurs : 39 675 Arbitrage : Clément Turpin Arbitre vidéo : François Letexier | Spectateurs : 39 675 Arbitrage : Clément Turpin Arbitre vidéo : François Letexier |

| 4e journée                | Liverpool FC                      | 2 - 0   | Atlético de Madrid                                          | Anfield, Liverpool                                                             |                                                                                |
| 3 novembre 2021 21h00 CET | Jota 13e · Mané 21e               | (2 - 0) |                                                             | Spectateurs : 51 347 Arbitrage : Danny Makkelie Arbitre vidéo : Pol van Boekel | Spectateurs : 51 347 Arbitrage : Danny Makkelie Arbitre vidéo : Pol van Boekel |
| 3 novembre 2021 21h00 CET | Mané 15e · Jota 86e · Matip 90+2e | Rapport | 8e Hermoso · 36e Felipe · 37e Suárez · 38e Koke · 52e Félix | Spectateurs : 51 347 Arbitrage : Danny Makkelie Arbitre vidéo : Pol van Boekel | Spectateurs : 51 347 Arbitrage : Danny Makkelie Arbitre vidéo : Pol van Boekel |

| 5e journée                 | Atlético de Madrid | 0 - 1   | AC Milan                                    | Estadio Metropolitano, Madrid                                                 |                                                                               |
| 24 novembre 2021 21h00 CET |                    | (0 - 0) | 87e Messias                                 | Spectateurs : 61 019 Arbitrage : Slavko Vinčić Arbitre vidéo : Pol van Boekel | Spectateurs : 61 019 Arbitrage : Slavko Vinčić Arbitre vidéo : Pol van Boekel |
| 24 novembre 2021 21h00 CET | Llorente 60e       | Rapport | 27e Giroud · 67e Bakayoko · 90+4e Hernandez | Spectateurs : 61 019 Arbitrage : Slavko Vinčić Arbitre vidéo : Pol van Boekel | Spectateurs : 61 019 Arbitrage : Slavko Vinčić Arbitre vidéo : Pol van Boekel |

| 5e journée                 | Liverpool FC            | 2 - 0   | FC Porto               | Anfield, Liverpool                                                            |                                                                               |
| 24 novembre 2021 21h00 CET | Thiago 52e · Salah 70e  | (0 - 0) |                        | Spectateurs : 52 209 Arbitrage : Felix Zwayer Arbitre vidéo : Bastian Dankert | Spectateurs : 52 209 Arbitrage : Felix Zwayer Arbitre vidéo : Bastian Dankert |
| 24 novembre 2021 21h00 CET | Konaté 29e · Milner 88e | Rapport | 40e Uribe · 75e Mbemba | Spectateurs : 52 209 Arbitrage : Felix Zwayer Arbitre vidéo : Bastian Dankert | Spectateurs : 52 209 Arbitrage : Felix Zwayer Arbitre vidéo : Bastian Dankert |

| 6e journée                | FC Porto                                         | 1 - 3   | Atlético de Madrid                         | Stade du Dragon, Porto                                                         |                                                                                |
| 7 décembre 2021 21h00 CET | Oliveira 90+5e (pen.)                            | (0 - 0) | 56e Griezmann · 90e Correa · 90+2e De Paul | Spectateurs : 38 830 Arbitrage : Clément Turpin Arbitre vidéo : Jérôme Brisard | Spectateurs : 38 830 Arbitrage : Clément Turpin Arbitre vidéo : Jérôme Brisard |
| 7 décembre 2021 21h00 CET | Taremi 32e · Otávio 67e · Pepe 69e · Wendell 70e | Rapport | 67e Carrasco · 67e Correa                  | Spectateurs : 38 830 Arbitrage : Clément Turpin Arbitre vidéo : Jérôme Brisard | Spectateurs : 38 830 Arbitrage : Clément Turpin Arbitre vidéo : Jérôme Brisard |

| 6e journée                | AC Milan   | 1 - 2   | Liverpool FC          | Stade San Siro, Milan                                                          |                                                                                |
| 7 décembre 2021 21h00 CET | Tomori 29e | (1 - 1) | 36e Salah · 55e Origi | Spectateurs : 56 237 Arbitrage : Danny Makkelie Arbitre vidéo : Pol van Boekel | Spectateurs : 56 237 Arbitrage : Danny Makkelie Arbitre vidéo : Pol van Boekel |
| 7 décembre 2021 21h00 CET | Rapport    |         |                       | Spectateurs : 56 237 Arbitrage : Danny Makkelie Arbitre vidéo : Pol van Boekel | Spectateurs : 56 237 Arbitrage : Danny Makkelie Arbitre vidéo : Pol van Boekel |

### Groupe C
| Rang | Équipe            | Pts | J | G | N | P | Bp | Bc | Diff |  | Résultats (▼ dom., ► ext.) |     |     |     |     |
| ---- | ----------------- | --- | - | - | - | - | -- | -- | ---- |  | -------------------------- | --- | --- | --- | --- |
| 1    | Ajax Amsterdam    | 18  | 6 | 6 | 0 | 0 | 20 | 5  | +15  |  | Ajax Amsterdam             |     | 4-2 | 4-0 | 2-0 |
| 2    | Sporting CP       | 9   | 6 | 3 | 0 | 3 | 14 | 12 | +2   |  | Sporting CP                | 1-5 |     | 3-1 | 4-0 |
| 3    | Borussia Dortmund | 9   | 6 | 3 | 0 | 3 | 10 | 11 | -1   |  | Borussia Dortmund          | 1-3 | 1-0 |     | 5-0 |
| 4    | Beşiktaş JK       | 0   | 6 | 0 | 0 | 6 | 3  | 19 | -16  |  | Beşiktaş JK                | 1-2 | 1-4 | 1-2 |     |

| 1re journée                  | Beşiktaş JK                                 | 1 - 2   | Borussia Dortmund              | Vodafone Park, Istanbul                                                                    |                                                                                            |
| 15 septembre 2021 18h45 CEST | Montero 90+4e                               | (0 - 1) | 20e Bellingham · 45+3e Haaland | Spectateurs : 22 445 Arbitrage : Antonio Mateu Lahoz Arbitre vidéo : Juan Martínez Munuera | Spectateurs : 22 445 Arbitrage : Antonio Mateu Lahoz Arbitre vidéo : Juan Martínez Munuera |
| 15 septembre 2021 18h45 CEST | Welinton 43e · Montero 45e · Hutchinson 76e | Rapport | 55e Meunier · 79e Moukoko      | Spectateurs : 22 445 Arbitrage : Antonio Mateu Lahoz Arbitre vidéo : Juan Martínez Munuera | Spectateurs : 22 445 Arbitrage : Antonio Mateu Lahoz Arbitre vidéo : Juan Martínez Munuera |

| 1re journée                  | Sporting CP                           | 1 - 5   | Ajax Amsterdam                            | Estádio José Alvalade, Lisbonne                                                                            | |
| 15 septembre 2021 21h00 CEST | Paulinho 33e                          | (1 - 3) | 2e 9e 51e 63e Haller · 39e Berghuis       | Spectateurs : 20 382 Arbitrage : José María Sánchez Martínez Arbitre vidéo : Alejandro Hernández Hernández | Spectateurs : 20 382 Arbitrage : José María Sánchez Martínez Arbitre vidéo : Alejandro Hernández Hernández |
| 15 septembre 2021 21h00 CEST | Palhinha 41e · Tomás 83e · Feddal 83e | Rapport | 45+1e Timber · 49e Álvarez · 86e Martínez | Spectateurs : 20 382 Arbitrage : José María Sánchez Martínez Arbitre vidéo : Alejandro Hernández Hernández | Spectateurs : 20 382 Arbitrage : José María Sánchez Martínez Arbitre vidéo : Alejandro Hernández Hernández |

| 2e journée                   | Ajax Amsterdam            | 2 - 0   | Beşiktaş JK                    | Johan Cruyff ArenA, Amsterdam                                                 |                                                                               |
| 28 septembre 2021 18h45 CEST | Berghuis 17e · Haller 43e | (2 - 0) |                                | Spectateurs : 52 628 Arbitrage : Benoît Bastien Arbitre vidéo : Willy Delajod | Spectateurs : 52 628 Arbitrage : Benoît Bastien Arbitre vidéo : Willy Delajod |
| 28 septembre 2021 18h45 CEST |                           | Rapport | 76e Bozdoğan · 90+2e Batshuayi | Spectateurs : 52 628 Arbitrage : Benoît Bastien Arbitre vidéo : Willy Delajod | Spectateurs : 52 628 Arbitrage : Benoît Bastien Arbitre vidéo : Willy Delajod |

| 2e journée                   | Borussia Dortmund            | 1 - 0   | Sporting CP            | Signal Iduna Park, Dortmund                                                      |                                                                                  |
| 28 septembre 2021 21h00 CEST | Malen 37e                    | (1 - 0) |                        | Spectateurs : 25 000 Arbitrage : Srdjan Jovanović Arbitre vidéo : Pol van Boekel | Spectateurs : 25 000 Arbitrage : Srdjan Jovanović Arbitre vidéo : Pol van Boekel |
| 28 septembre 2021 21h00 CEST | Bellingham 42e · Hummels 59e | Rapport | 42e Matheus · 90e Neto | Spectateurs : 25 000 Arbitrage : Srdjan Jovanović Arbitre vidéo : Pol van Boekel | Spectateurs : 25 000 Arbitrage : Srdjan Jovanović Arbitre vidéo : Pol van Boekel |

| 3e journée                 | Beşiktaş JK                                          | 1 - 4   | Sporting CP                                        | Vodafone Park, Istanbul                                                  |                                                                          |
| 19 octobre 2021 18h45 CEST | Larin 24e                                            | (1 - 3) | 15e 27e Coates · 44e (pen.) Sarabia · 89e Paulinho | Spectateurs : 22 936 Arbitrage : Slavko Vinčić Arbitre vidéo : Matej Jug | Spectateurs : 22 936 Arbitrage : Slavko Vinčić Arbitre vidéo : Matej Jug |
| 19 octobre 2021 18h45 CEST | Vida 43e · Teixeira 47e · Ghezzal 58e · Pjanić 90+3e | Rapport | 25e Porro · 72e Inácio · 76e Feddal                | Spectateurs : 22 936 Arbitrage : Slavko Vinčić Arbitre vidéo : Matej Jug | Spectateurs : 22 936 Arbitrage : Slavko Vinčić Arbitre vidéo : Matej Jug |

| 3e journée                 | Ajax Amsterdam                                       | 4 - 0   | Borussia Dortmund | Johan Cruyff ArenA, Amsterdam                                                                    |                                                                                                  |
| 19 octobre 2021 21h00 CEST | Reus 11e (csc) · Blind 25e · Antony 57e · Haller 72e | (2 - 0) |                   | Spectateurs : 54 029 Arbitrage : Jesús Gil Manzano Arbitre vidéo : Alejandro Hernández Hernández | Spectateurs : 54 029 Arbitrage : Jesús Gil Manzano Arbitre vidéo : Alejandro Hernández Hernández |
| 19 octobre 2021 21h00 CEST | Álvarez 33e · Timber 90+2e                           | Rapport | 42e Witsel        | Spectateurs : 54 029 Arbitrage : Jesús Gil Manzano Arbitre vidéo : Alejandro Hernández Hernández | Spectateurs : 54 029 Arbitrage : Jesús Gil Manzano Arbitre vidéo : Alejandro Hernández Hernández |

| 4e journée                | Sporting CP                                           | 4 - 0   | Beşiktaş JK                | Estádio José Alvalade, Lisbonne                                                          |                                                                                          |
| 3 novembre 2021 21h00 CET | Gonçalves 31e (pen.) 38e · Paulinho 41e · Sarabia 56e | (3 - 0) |                            | Spectateurs : 40 835 Arbitrage : Sergueï Karassiov Arbitre vidéo : Juan Martínez Munuera | Spectateurs : 40 835 Arbitrage : Sergueï Karassiov Arbitre vidéo : Juan Martínez Munuera |
| 3 novembre 2021 21h00 CET |                                                       | Rapport | 50e, 90e Souza · 50e Larin | Spectateurs : 40 835 Arbitrage : Sergueï Karassiov Arbitre vidéo : Juan Martínez Munuera | Spectateurs : 40 835 Arbitrage : Sergueï Karassiov Arbitre vidéo : Juan Martínez Munuera |

| 4e journée                | Borussia Dortmund        | 1 - 3   | Ajax Amsterdam                          | Signal Iduna Park, Dortmund                                                    |                                                                                |
| 3 novembre 2021 21h00 CET | Reus 37e (pen.)          | (1 - 0) | 72e Tadić · 83e Haller · 90+3e Klaassen | Spectateurs : 54 820 Arbitrage : Michael Oliver Arbitre vidéo : Stuart Attwell | Spectateurs : 54 820 Arbitrage : Michael Oliver Arbitre vidéo : Stuart Attwell |
| 3 novembre 2021 21h00 CET | Hummels 29e · Knauff 79e | Rapport | 39e Álvarez                             | Spectateurs : 54 820 Arbitrage : Michael Oliver Arbitre vidéo : Stuart Attwell | Spectateurs : 54 820 Arbitrage : Michael Oliver Arbitre vidéo : Stuart Attwell |

| 5e journée                 | Beşiktaş JK        | 1 - 2   | Ajax Amsterdam | Vodafone Park, Istanbul                                                   |                                                                           |
| 24 novembre 2021 18h45 CET | Ghezzal 22e (pen.) | (1 - 0) | 54e 69e Haller | Spectateurs : 11 712 Arbitrage : Irfan Peljto Arbitre vidéo : Marco Guida | Spectateurs : 11 712 Arbitrage : Irfan Peljto Arbitre vidéo : Marco Guida |
| 24 novembre 2021 18h45 CET | Larin 88e          | Rapport | 85e Haller     | Spectateurs : 11 712 Arbitrage : Irfan Peljto Arbitre vidéo : Marco Guida | Spectateurs : 11 712 Arbitrage : Irfan Peljto Arbitre vidéo : Marco Guida |

| 5e journée                 | Sporting CP                                                                     | 3 - 1   | Borussia Dortmund                | Estádio José Alvalde, Lisbonne                                                                 |                                                                                                |
| 24 novembre 2021 21h00 CET | Gonçalves 30e 39e · Porro 81e                                                   | (2 - 0) | 90+3e Malen                      | Spectateurs : 41 341 Arbitrage : Carlos del Cerro Grande Arbitre vidéo : Juan Martínez Munuera | Spectateurs : 41 341 Arbitrage : Carlos del Cerro Grande Arbitre vidéo : Juan Martínez Munuera |
| 24 novembre 2021 21h00 CET | Palhinha 55e · Coates 57e · Porro 74e · Matheus 74e · Paulinho 74e · Adán 90+8e | Rapport | 74e Zagadou · 74e Reus · 74e Can | Spectateurs : 41 341 Arbitrage : Carlos del Cerro Grande Arbitre vidéo : Juan Martínez Munuera | Spectateurs : 41 341 Arbitrage : Carlos del Cerro Grande Arbitre vidéo : Juan Martínez Munuera |

| 6e journée                | Borussia Dortmund                                   | 5 - 0   | Beşiktaş JK                                        | Signal Iduna Park, Dortmund                                                      |                                                                                  |
| 7 décembre 2021 21h00 CET | Malen 29e · Reus 45+2e (pen.) 53e · Haaland 68e 81e | (2 - 0) |                                                    | Spectateurs : 15 000 Arbitrage : François Letexier Arbitre vidéo : Willy Delajod | Spectateurs : 15 000 Arbitrage : François Letexier Arbitre vidéo : Willy Delajod |
| 7 décembre 2021 21h00 CET |                                                     | Rapport | 31e Montero · 39e Larin · 43e Welinton · 44e Souza | Spectateurs : 15 000 Arbitrage : François Letexier Arbitre vidéo : Willy Delajod | Spectateurs : 15 000 Arbitrage : François Letexier Arbitre vidéo : Willy Delajod |

| 6e journée                | Ajax Amsterdam                                    | 4 - 2   | Sporting CP              | Johan Cruyff ArenA, Amsterdam                                         |                                                                       |
| 7 décembre 2021 21h00 CET | Haller 8e · Antony 42e · Neres 58e · Berghuis 62e | (2 - 1) | 22e Santos · 78e Tabata  | Spectateurs : 0 Arbitrage : Davide Massa Arbitre vidéo : Paolo Valeri | Spectateurs : 0 Arbitrage : Davide Massa Arbitre vidéo : Paolo Valeri |
| 7 décembre 2021 21h00 CET | Schuurs 44e · Álvarez 54e                         | Rapport | 7e Bragança · 35e Tabata | Spectateurs : 0 Arbitrage : Davide Massa Arbitre vidéo : Paolo Valeri | Spectateurs : 0 Arbitrage : Davide Massa Arbitre vidéo : Paolo Valeri |

### Groupe D
| Rang | Équipe           | Pts | J | G | N | P | Bp | Bc | Diff |  | Résultats (▼ dom., ► ext.) |     |     |     |     |
| ---- | ---------------- | --- | - | - | - | - | -- | -- | ---- |  | -------------------------- | --- | --- | --- | --- |
| 1    | Real Madrid      | 15  | 6 | 5 | 0 | 1 | 14 | 3  | +11  |  | Real Madrid                |     | 2-0 | 1-2 | 2-1 |
| 2    | Inter Milan      | 10  | 6 | 3 | 1 | 2 | 8  | 5  | +3   |  | Inter Milan                | 0-1 |     | 3-1 | 2-0 |
| 3    | Sheriff Tiraspol | 7   | 6 | 2 | 1 | 3 | 7  | 11 | -4   |  | Sheriff Tiraspol           | 0-3 | 1-3 |     | 2-0 |
| 4    | Chakhtar Donetsk | 2   | 6 | 0 | 2 | 4 | 2  | 12 | -10  |  | Chakhtar Donetsk           | 0-5 | 0-0 | 1-1 |     |

| 1re journée                  | Sheriff Tiraspol         | 2 - 0   | Chakhtar Donetsk | Bolchaïa Sportivnaïa Arena, Tiraspol                                            |                                                                                 |
| 15 septembre 2021 18h45 CEST | Traoré 16e · Yansané 62e | (1 - 0) |                  | Spectateurs : 5 205 Arbitrage : Deniz Aytekin Arbitre vidéo : Christian Dingert | Spectateurs : 5 205 Arbitrage : Deniz Aytekin Arbitre vidéo : Christian Dingert |
| 15 septembre 2021 18h45 CEST | Dulanto 42e              | Rapport |                  | Spectateurs : 5 205 Arbitrage : Deniz Aytekin Arbitre vidéo : Christian Dingert | Spectateurs : 5 205 Arbitrage : Deniz Aytekin Arbitre vidéo : Christian Dingert |

| 1re journée                  | Inter Milan    | 0 - 1   | Real Madrid | Stade San Siro, Milan                                                       |                                                                             |
| 15 septembre 2021 21h00 CEST |                | (0 - 0) | 89e Rodrygo | Spectateurs : 37 082 Arbitrage : Daniel Siebert Arbitre vidéo : Marco Fritz | Spectateurs : 37 082 Arbitrage : Daniel Siebert Arbitre vidéo : Marco Fritz |
| 15 septembre 2021 21h00 CEST | Martínez 45+1e | Rapport | 60e Alaba   | Spectateurs : 37 082 Arbitrage : Daniel Siebert Arbitre vidéo : Marco Fritz | Spectateurs : 37 082 Arbitrage : Daniel Siebert Arbitre vidéo : Marco Fritz |

| 2e journée                   | Chakhtar Donetsk | 0 - 0   | Inter Milan  | Stade olympique, Kiev                                                      |                                                                            |
| 28 septembre 2021 18h45 CEST |                  | (0 - 0) |              | Spectateurs : 26 170 Arbitrage : István Kovács Arbitre vidéo : Marco Fritz | Spectateurs : 26 170 Arbitrage : István Kovács Arbitre vidéo : Marco Fritz |
| 28 septembre 2021 18h45 CEST |                  | Rapport | 81e Dumfries | Spectateurs : 26 170 Arbitrage : István Kovács Arbitre vidéo : Marco Fritz | Spectateurs : 26 170 Arbitrage : István Kovács Arbitre vidéo : Marco Fritz |

| 2e journée                   | Real Madrid              | 1 - 2   | Sheriff Tiraspol                                  | Stade Santiago-Bernabéu, Madrid                                                 |                                                                                 |
| 28 septembre 2021 21h00 CEST | Benzema 65e (pen.)       | (0 - 1) | 25e Yakhshiboev · 90e Thill                       | Spectateurs : 24 522 Arbitrage : Lawrence Visser Arbitre vidéo : Clément Turpin | Spectateurs : 24 522 Arbitrage : Lawrence Visser Arbitre vidéo : Clément Turpin |
| 28 septembre 2021 21h00 CEST | Casemiro 39e · Jović 81e | Rapport | 17e Arboleda · 45e Addo · 46e Dulanto · 90e Thill | Spectateurs : 24 522 Arbitrage : Lawrence Visser Arbitre vidéo : Clément Turpin | Spectateurs : 24 522 Arbitrage : Lawrence Visser Arbitre vidéo : Clément Turpin |

| 3e journée                 | Chakhtar Donetsk | 0 - 5   | Real Madrid                                                         | Stade olympique, Kiev                                                              |                                                                                    |
| 19 octobre 2021 21h00 CEST |                  | (0 - 1) | 37e (csc) Kryvtsov · 31e 56e Vinícius · 65e Rodrygo · 90+1e Benzema | Spectateurs : 34 037 Arbitrage : Srđan Jovanović Arbitre vidéo : Christian Dingert | Spectateurs : 34 037 Arbitrage : Srđan Jovanović Arbitre vidéo : Christian Dingert |
| 19 octobre 2021 21h00 CEST | Antônio 46e      | Rapport |                                                                     | Spectateurs : 34 037 Arbitrage : Srđan Jovanović Arbitre vidéo : Christian Dingert | Spectateurs : 34 037 Arbitrage : Srđan Jovanović Arbitre vidéo : Christian Dingert |

| 3e journée                 | Inter Milan                         | 3 - 1   | Sheriff Tiraspol | Stade San Siro, Milan                                                           |                                                                                 |
| 19 octobre 2021 21h00 CEST | Džeko 34e · Vidal 58e · de Vrij 67e | (1 - 0) | 52e Thill        | Spectateurs : 43 305 Arbitrage : Danny Makkelie Arbitre vidéo : Jochem Kamphuis | Spectateurs : 43 305 Arbitrage : Danny Makkelie Arbitre vidéo : Jochem Kamphuis |
| 19 octobre 2021 21h00 CEST | Dimarco 51e                         | Rapport | 88e Cojocaru     | Spectateurs : 43 305 Arbitrage : Danny Makkelie Arbitre vidéo : Jochem Kamphuis | Spectateurs : 43 305 Arbitrage : Danny Makkelie Arbitre vidéo : Jochem Kamphuis |

| 4e journée                | Real Madrid              | 2 - 1   | Chakhtar Donetsk | Stade Santiago-Bernabéu, Madrid                                               |                                                                               |
| 3 novembre 2021 18h45 CET | Benzema 14e 61e          | (1 - 1) | 39e Fernando     | Spectateurs : 38 105 Arbitrage : Benoît Bastien Arbitre vidéo : Willy Delajod | Spectateurs : 38 105 Arbitrage : Benoît Bastien Arbitre vidéo : Willy Delajod |
| 3 novembre 2021 18h45 CET | Mendy 39e · Casemiro 63e | Rapport | 90+3e Dentinho   | Spectateurs : 38 105 Arbitrage : Benoît Bastien Arbitre vidéo : Willy Delajod | Spectateurs : 38 105 Arbitrage : Benoît Bastien Arbitre vidéo : Willy Delajod |

| 4e journée                | Sheriff Tiraspol                                      | 1 - 3   | Inter Milan                               | Bolchaïa Sportivnaïa Arena, Tiraspol                                     |                                                                          |
| 3 novembre 2021 21h00 CET | Traoré 90+2e                                          | (0 - 0) | 54e Brozović · 66e Škriniar · 82e Sánchez | Spectateurs : 5 930 Arbitrage : Felix Zwayer Arbitre vidéo : Marco Fritz | Spectateurs : 5 930 Arbitrage : Felix Zwayer Arbitre vidéo : Marco Fritz |
| 3 novembre 2021 21h00 CET | Addo 35e · Cristiano 51e · Kolovós 61e · Costanza 63e | Rapport | 43e Darmian · 67e Škriniar                | Spectateurs : 5 930 Arbitrage : Felix Zwayer Arbitre vidéo : Marco Fritz | Spectateurs : 5 930 Arbitrage : Felix Zwayer Arbitre vidéo : Marco Fritz |

| 5e journée                 | Inter Milan   | 2 - 0   | Chakhtar Donetsk | Stade San Siro, Milan                                                             |                                                                                   |
| 24 novembre 2021 18h45 CET | Džeko 61e 67e | (0 - 0) |                  | Spectateurs : 46 225 Arbitrage : Ovidiu Hațegan Arbitre vidéo : Christian Dingert | Spectateurs : 46 225 Arbitrage : Ovidiu Hațegan Arbitre vidéo : Christian Dingert |
| 24 novembre 2021 18h45 CET |               | Rapport | 49e Vitão        | Spectateurs : 46 225 Arbitrage : Ovidiu Hațegan Arbitre vidéo : Christian Dingert | Spectateurs : 46 225 Arbitrage : Ovidiu Hațegan Arbitre vidéo : Christian Dingert |

| 5e journée                 | Sheriff Tiraspol | 0 - 3   | Real Madrid                           | Bolchaïa Sportivnaïa Arena, Tiraspol                                                |                                                                                     |
| 24 novembre 2021 21h00 CET |                  | (0 - 2) | 30e Alaba · 45+1e Kroos · 55e Benzema | Spectateurs : 5 932 Arbitrage : Szymon Marciniak Arbitre vidéo : Tomasz Kwiatkowski | Spectateurs : 5 932 Arbitrage : Szymon Marciniak Arbitre vidéo : Tomasz Kwiatkowski |
| 24 novembre 2021 21h00 CET | Costanza 29e     | Rapport | 4e Mendy                              | Spectateurs : 5 932 Arbitrage : Szymon Marciniak Arbitre vidéo : Tomasz Kwiatkowski | Spectateurs : 5 932 Arbitrage : Szymon Marciniak Arbitre vidéo : Tomasz Kwiatkowski |

| 6e journée                | Real Madrid             | 2 - 0   | Inter Milan                                | Stade Santiago-Bernabéu, Madrid                                          |                                                                          |
| 7 décembre 2021 21h00 CET | Kroos 17e · Asensio 79e | (1 - 0) |                                            | Spectateurs : 46 887 Arbitrage : Felix Brych Arbitre vidéo : Marco Fritz | Spectateurs : 46 887 Arbitrage : Felix Brych Arbitre vidéo : Marco Fritz |
| 7 décembre 2021 21h00 CET | Militão 64e             | Rapport | 54e D'Ambrosio · 64e Barella · 74e Bastoni | Spectateurs : 46 887 Arbitrage : Felix Brych Arbitre vidéo : Marco Fritz | Spectateurs : 46 887 Arbitrage : Felix Brych Arbitre vidéo : Marco Fritz |

| 6e journée                | Chakhtar Donetsk           | 1 - 1   | Sheriff Tiraspol       | Stade olympique, Kiev                                                            |                                                                                  |
| 7 décembre 2021 21h00 CET | Fernando 42e               | (1 - 0) | 90+3e Nikolov          | Spectateurs : 6 841 Arbitrage : Donatas Rumšas Arbitre vidéo : Ricardo de Burgos | Spectateurs : 6 841 Arbitrage : Donatas Rumšas Arbitre vidéo : Ricardo de Burgos |
| 7 décembre 2021 21h00 CET | Fernando 10e · Moudryk 78e | Rapport | 18e Addo · 83e Dulanto | Spectateurs : 6 841 Arbitrage : Donatas Rumšas Arbitre vidéo : Ricardo de Burgos | Spectateurs : 6 841 Arbitrage : Donatas Rumšas Arbitre vidéo : Ricardo de Burgos |

### Groupe E
| Rang | Équipe        | Pts | J | G | N | P | Bp | Bc | Diff |  | Résultats (▼ dom., ► ext.) |     |     |     |     |
| ---- | ------------- | --- | - | - | - | - | -- | -- | ---- |  | -------------------------- | --- | --- | --- | --- |
| 1    | Bayern Munich | 18  | 6 | 6 | 0 | 0 | 22 | 3  | +19  |  | Bayern Munich              |     | 5-2 | 3-0 | 5-0 |
| 2    | SL Benfica    | 8   | 6 | 2 | 2 | 2 | 7  | 9  | -2   |  | SL Benfica                 | 0-4 |     | 3-0 | 2-0 |
| 3    | FC Barcelone  | 7   | 6 | 2 | 1 | 3 | 2  | 9  | -7   |  | FC Barcelone               | 0-3 | 0-0 |     | 1-0 |
| 4    | Dynamo Kiev   | 1   | 6 | 0 | 1 | 5 | 1  | 11 | -10  |  | Dynamo Kiev                | 1-2 | 0-0 | 0-1 |     |

| 1re journée                  | FC Barcelone | 0 - 3   | Bayern Munich                    | Camp Nou, Barcelone                                                            |                                                                                |
| 14 septembre 2021 21h00 CEST |              | (0 - 1) | 34e Müller · 56e 85e Lewandowski | Spectateurs : 39 737 Arbitrage : Michael Oliver Arbitre vidéo : Stuart Attwell | Spectateurs : 39 737 Arbitrage : Michael Oliver Arbitre vidéo : Stuart Attwell |
| 14 septembre 2021 21h00 CEST | Gavi 82e     | Rapport | 5e Kimmich · 78e Upamecano       | Spectateurs : 39 737 Arbitrage : Michael Oliver Arbitre vidéo : Stuart Attwell | Spectateurs : 39 737 Arbitrage : Michael Oliver Arbitre vidéo : Stuart Attwell |

| 1re journée                  | Dynamo Kiev                                 | 0 - 0   | SL Benfica                              | Stade olympique, Kiev                                                          |                                                                                |
| 14 septembre 2021 21h00 CEST |                                             | (0 - 0) |                                         | Spectateurs : 21 657 Arbitrage : Anthony Taylor Arbitre vidéo : Chris Kavanagh | Spectateurs : 21 657 Arbitrage : Anthony Taylor Arbitre vidéo : Chris Kavanagh |
| 14 septembre 2021 21h00 CEST | Sydortchouk 52e · Zabarny 73e · Harmach 82e | Rapport | 21e Silva · 44e Iaremtchouk · 71e Weigl | Spectateurs : 21 657 Arbitrage : Anthony Taylor Arbitre vidéo : Chris Kavanagh | Spectateurs : 21 657 Arbitrage : Anthony Taylor Arbitre vidéo : Chris Kavanagh |

| 2e journée                   | SL Benfica                                          | 3 - 0   | FC Barcelone                                      | Estádio da Luz, Lisbonne                                                            |                                                                                     |
| 29 septembre 2021 21h00 CEST | Núñez 3e 79e (pen.) · Silva 69e                     | (1 - 0) |                                                   | Spectateurs : 29 454 Arbitrage : Daniele Orsato Arbitre vidéo : Massimiliano Irrati | Spectateurs : 29 454 Arbitrage : Daniele Orsato Arbitre vidéo : Massimiliano Irrati |
| 29 septembre 2021 21h00 CEST | Otamendi 33e · Silva 56e · Grimaldo 62e · Weigl 72e | Rapport | 12e Piqué · 54e, 87e García · 78e Dest · 86e Nico | Spectateurs : 29 454 Arbitrage : Daniele Orsato Arbitre vidéo : Massimiliano Irrati | Spectateurs : 29 454 Arbitrage : Daniele Orsato Arbitre vidéo : Massimiliano Irrati |

| 2e journée                   | Bayern Munich                                                          | 5 - 0   | Dynamo Kiev  | Allianz Arena, Munich                                                         |                                                                               |
| 29 septembre 2021 21h00 CEST | Lewandowski 12e (pen.) 27e · Gnabry 68e · Sané 74e · Choupo-Moting 87e | (2 - 0) |              | Spectateurs : 25 000 Arbitrage : Marco Guida Arbitre vidéo : Maurizio Mariani | Spectateurs : 25 000 Arbitrage : Marco Guida Arbitre vidéo : Maurizio Mariani |
| 29 septembre 2021 21h00 CEST | Hernandez 90+1e                                                        | Rapport | 38e Tymtchyk | Spectateurs : 25 000 Arbitrage : Marco Guida Arbitre vidéo : Maurizio Mariani | Spectateurs : 25 000 Arbitrage : Marco Guida Arbitre vidéo : Maurizio Mariani |

| 3e journée                 | FC Barcelone   | 1 - 0   | Dynamo Kiev | Camp Nou, Barcelone                                                           |                                                                               |
| 20 octobre 2021 18h45 CEST | Piqué 36e      | (1 - 0) |             | Spectateurs : 45 968 Arbitrage : Clément Turpin Arbitre vidéo : Willy Delajod | Spectateurs : 45 968 Arbitrage : Clément Turpin Arbitre vidéo : Willy Delajod |
| 20 octobre 2021 18h45 CEST | F. de Jong 90e | Rapport |             | Spectateurs : 45 968 Arbitrage : Clément Turpin Arbitre vidéo : Willy Delajod | Spectateurs : 45 968 Arbitrage : Clément Turpin Arbitre vidéo : Willy Delajod |

| 3e journée                 | SL Benfica               | 0 - 4   | Bayern Munich                                      | Estádio da Luz, Lisbonne                                                       |                                                                                |
| 20 octobre 2021 21h00 CEST |                          | (0 - 0) | 70e 85e Sané · 80e (csc) Everton · 82e Lewandowski | Spectateurs : 55 201 Arbitrage : Ovidiu Hațegan Arbitre vidéo : Pol van Boekel | Spectateurs : 55 201 Arbitrage : Ovidiu Hațegan Arbitre vidéo : Pol van Boekel |
| 20 octobre 2021 21h00 CEST | Otamendi 45e · Mário 51e | Rapport | 56e Upamecano · 59e Hernandez                      | Spectateurs : 55 201 Arbitrage : Ovidiu Hațegan Arbitre vidéo : Pol van Boekel | Spectateurs : 55 201 Arbitrage : Ovidiu Hațegan Arbitre vidéo : Pol van Boekel |

| 4e journée                | Bayern Munich                                   | 5 - 2   | SL Benfica             | Allianz Arena, Munich                                                               |                                                                                     |
| 2 novembre 2021 21h00 CET | Lewandowski 26e 61e 84e · Gnabry 32e · Sané 49e | (2 - 1) | 38e Morato · 74e Núñez | Spectateurs : 50 000 Arbitrage : Szymon Marciniak Arbitre vidéo : Tomasz Kwiatkowki | Spectateurs : 50 000 Arbitrage : Szymon Marciniak Arbitre vidéo : Tomasz Kwiatkowki |
| 2 novembre 2021 21h00 CET | Upamecano 51e · Kouassi 69e                     | Rapport | 45e Veríssimo          | Spectateurs : 50 000 Arbitrage : Szymon Marciniak Arbitre vidéo : Tomasz Kwiatkowki | Spectateurs : 50 000 Arbitrage : Szymon Marciniak Arbitre vidéo : Tomasz Kwiatkowki |

| 4e journée                | Dynamo Kiev                   | 0 - 1   | FC Barcelone                        | Stade olympique, Kiev                                                          |                                                                                |
| 2 novembre 2021 21h00 CET |                               | (0 - 0) | 70e Fati                            | Spectateurs : 31 378 Arbitrage : Ovidiu Hațegan Arbitre vidéo : Marco Di Bello | Spectateurs : 31 378 Arbitrage : Ovidiu Hațegan Arbitre vidéo : Marco Di Bello |
| 2 novembre 2021 21h00 CET | Harmach 41e · Bouïalsky 45+1e | Rapport | 20e García · 46e Gavi · 50e Lenglet | Spectateurs : 31 378 Arbitrage : Ovidiu Hațegan Arbitre vidéo : Marco Di Bello | Spectateurs : 31 378 Arbitrage : Ovidiu Hațegan Arbitre vidéo : Marco Di Bello |

| 5e journée                 | Dynamo Kiev    | 1 - 2   | Bayern Munich               | Stade olympique, Kiev                                                           |                                                                                 |
| 23 novembre 2021 18h45 CET | Harmach 70e    | (0 - 2) | 14e Lewandowski · 42e Coman | Spectateurs : 28 732 Arbitrage : Halil Umut Meler Arbitre vidéo : Mete Kalkavan | Spectateurs : 28 732 Arbitrage : Halil Umut Meler Arbitre vidéo : Mete Kalkavan |
| 23 novembre 2021 18h45 CET | Chaparenko 32e | Rapport | 52e Sarr                    | Spectateurs : 28 732 Arbitrage : Halil Umut Meler Arbitre vidéo : Mete Kalkavan | Spectateurs : 28 732 Arbitrage : Halil Umut Meler Arbitre vidéo : Mete Kalkavan |

| 5e journée                 | FC Barcelone | 0 - 0   | SL Benfica                                                   | Camp Nou, Barcelone                                                                    |                                                                                        |
| 23 novembre 2021 21h00 CET |              | (0 - 0) |                                                              | Spectateurs : 49 572 Arbitrage : Sergueï Karassiov Arbitre vidéo : Massimiliano Irrati | Spectateurs : 49 572 Arbitrage : Sergueï Karassiov Arbitre vidéo : Massimiliano Irrati |
| 23 novembre 2021 21h00 CET | Piqué 49e    | Rapport | 36e Grimaldo · 49e Mário · 90+2e Vlachodímos · 90+5e Taarabt | Spectateurs : 49 572 Arbitrage : Sergueï Karassiov Arbitre vidéo : Massimiliano Irrati | Spectateurs : 49 572 Arbitrage : Sergueï Karassiov Arbitre vidéo : Massimiliano Irrati |

| 6e journée                | Bayern Munich                       | 3 - 0   | FC Barcelone             | Allianz Arena, Munich                                                     |                                                                           |
| 8 décembre 2021 21h00 CET | Müller 34e · Sané 43e · Musiala 62e | (2 - 0) |                          | Spectateurs : 0 Arbitrage : Ovidiu Hațegan Arbitre vidéo : Jérôme Brisard | Spectateurs : 0 Arbitrage : Ovidiu Hațegan Arbitre vidéo : Jérôme Brisard |
| 8 décembre 2021 21h00 CET | Richards 82e                        | Rapport | 3e Busquets · 16e Araújo | Spectateurs : 0 Arbitrage : Ovidiu Hațegan Arbitre vidéo : Jérôme Brisard | Spectateurs : 0 Arbitrage : Ovidiu Hațegan Arbitre vidéo : Jérôme Brisard |

| 6e journée                | SL Benfica                     | 2 - 0   | Dynamo Kiev                              | Estádio da Luz, Lisbonne                                                       |                                                                                |
| 8 décembre 2021 21h00 CET | Iaremtchouk 16e · Gilberto 22e | (2 - 0) |                                          | Spectateurs : 36 591 Arbitrage : Deniz Aytekin Arbitre vidéo : Bastian Dankert | Spectateurs : 36 591 Arbitrage : Deniz Aytekin Arbitre vidéo : Bastian Dankert |
| 8 décembre 2021 21h00 CET | Gilberto 24e                   | Rapport | 29e Zabarny · 36e Verbič · 44e Tsyhankov | Spectateurs : 36 591 Arbitrage : Deniz Aytekin Arbitre vidéo : Bastian Dankert | Spectateurs : 36 591 Arbitrage : Deniz Aytekin Arbitre vidéo : Bastian Dankert |

### Groupe F
| Rang | Équipe            | Pts | J | G | N | P | Bp | Bc | Diff |  | Résultats (▼ dom., ► ext.) |     |     |     |     |
| ---- | ----------------- | --- | - | - | - | - | -- | -- | ---- |  | -------------------------- | --- | --- | --- | --- |
| 1    | Manchester United | 11  | 6 | 3 | 2 | 1 | 11 | 8  | +3   |  | Manchester United          |     | 2-1 | 3-2 | 1-1 |
| 2    | Villarreal CF     | 10  | 6 | 3 | 1 | 2 | 12 | 9  | +3   |  | Villarreal CF              | 0-2 |     | 2-2 | 2-0 |
| 3    | Atalanta Bergame  | 6   | 6 | 1 | 3 | 2 | 12 | 13 | -1   |  | Atalanta Bergame           | 2-2 | 2-3 |     | 1-0 |
| 4    | BSC Young Boys    | 5   | 6 | 1 | 2 | 3 | 7  | 12 | -5   |  | BSC Young Boys             | 2-1 | 1-4 | 3-3 |     |

| 1re journée                  | BSC Young Boys                        | 2 - 1   | Manchester United            | Stade du Wankdorf, Berne                                                         |                                                                                  |
| 14 septembre 2021 18h45 CEST | Ngamaleu 66e · Siebatcheu 90+5e       | (0 - 1) | 13e Ronaldo                  | Spectateurs : 31 120 Arbitrage : François Letexier Arbitre vidéo : Willy Delajod | Spectateurs : 31 120 Arbitrage : François Letexier Arbitre vidéo : Willy Delajod |
| 14 septembre 2021 18h45 CEST | Fassnacht 45+1e · Martins Pereira 50e | Rapport | 35e Wan-Bissaka · 64e Varane | Spectateurs : 31 120 Arbitrage : François Letexier Arbitre vidéo : Willy Delajod | Spectateurs : 31 120 Arbitrage : François Letexier Arbitre vidéo : Willy Delajod |

| 1re journée                  | Villarreal CF                                             | 2 - 2   | Atalanta Bergame        | Stade de la Cerámica, Vila-real                                                |                                                                                |
| 14 septembre 2021 21h00 CEST | Trigueros 39e · Danjuma 73e                               | (1 - 1) | 6e Freuler · 83e Gosens | Spectateurs : 12 918 Arbitrage : Clément Turpin Arbitre vidéo : Jérôme Brisard | Spectateurs : 12 918 Arbitrage : Clément Turpin Arbitre vidéo : Jérôme Brisard |
| 14 septembre 2021 21h00 CEST | Capoue 55e · G. Moreno 65e · Pino 71e · Coquelin 76e, 84e | Rapport | 24e de Roon             | Spectateurs : 12 918 Arbitrage : Clément Turpin Arbitre vidéo : Jérôme Brisard | Spectateurs : 12 918 Arbitrage : Clément Turpin Arbitre vidéo : Jérôme Brisard |

| 2e journée                   | Atalanta Bergame | 1 - 0   | BSC Young Boys | Stadio Atleti Azzurri d'Italia, Bergame                                      |                                                                              |
| 29 septembre 2021 18h45 CEST | Pessina 68e      | (0 - 0) |                | Spectateurs : 8 536 Arbitrage : Felix Brych Arbitre vidéo : Sascha Stegemann | Spectateurs : 8 536 Arbitrage : Felix Brych Arbitre vidéo : Sascha Stegemann |
| 29 septembre 2021 18h45 CEST | Zappacosta 89e   | Rapport | 65e Sierro     | Spectateurs : 8 536 Arbitrage : Felix Brych Arbitre vidéo : Sascha Stegemann | Spectateurs : 8 536 Arbitrage : Felix Brych Arbitre vidéo : Sascha Stegemann |

| 2e journée                   | Manchester United                          | 2 - 1   | Villarreal CF                                      | Old Trafford, Manchester                                                        |                                                                                 |
| 29 septembre 2021 21h00 CEST | Telles 60e · Ronaldo 90+5e                 | (0 - 0) | 53e Alcácer                                        | Spectateurs : 73 130 Arbitrage : Felix Zwayer Arbitre vidéo : Christian Dingert | Spectateurs : 73 130 Arbitrage : Felix Zwayer Arbitre vidéo : Christian Dingert |
| 29 septembre 2021 21h00 CEST | Greenwood 68e · Telles 71e · Ronaldo 90+6e | Rapport | 59e A. Moreno · 67e Pino · 68e Albiol · 90+1e Peña | Spectateurs : 73 130 Arbitrage : Felix Zwayer Arbitre vidéo : Christian Dingert | Spectateurs : 73 130 Arbitrage : Felix Zwayer Arbitre vidéo : Christian Dingert |

| 3e journée                 | BSC Young Boys | 1 - 4   | Villarreal CF                                             | Stade du Wankdorf, Berne                                                          |                                                                                   |
| 20 octobre 2021 18h45 CEST | Elia 77e       | (0 - 2) | 6e Pino · 16e G. Moreno · 89e A. Moreno · 90+2e Chukwueze | Spectateurs : 27 398 Arbitrage : Sergueï Karassiov Arbitre vidéo : Vitali Mechkov | Spectateurs : 27 398 Arbitrage : Sergueï Karassiov Arbitre vidéo : Vitali Mechkov |
| 20 octobre 2021 18h45 CEST | Aebischer 45e  | Rapport | 87e Rulli                                                 | Spectateurs : 27 398 Arbitrage : Sergueï Karassiov Arbitre vidéo : Vitali Mechkov | Spectateurs : 27 398 Arbitrage : Sergueï Karassiov Arbitre vidéo : Vitali Mechkov |

| 3e journée                 | Manchester United                        | 3 - 2   | Atalanta Bergame                                      | Old Trafford, Manchester                                                             |                                                                                      |
| 20 octobre 2021 21h00 CEST | Rashford 53e · Maguire 75e · Ronaldo 81e | (0 - 2) | 15e Pašalić · 29e Demiral                             | Spectateurs : 72 279 Arbitrage : Szymon Marciniak Arbitre vidéo : Tomasz Kwiatkowski | Spectateurs : 72 279 Arbitrage : Szymon Marciniak Arbitre vidéo : Tomasz Kwiatkowski |
| 20 octobre 2021 21h00 CEST | Shaw 64e · Matić 90+3e · Cavani 90+5e    | Rapport | 55e Lovato · 57e Pašalić · 57e de Roon · 80e Palomino | Spectateurs : 72 279 Arbitrage : Szymon Marciniak Arbitre vidéo : Tomasz Kwiatkowski | Spectateurs : 72 279 Arbitrage : Szymon Marciniak Arbitre vidéo : Tomasz Kwiatkowski |

| 4e journée                | Villarreal CF                         | 2 - 0   | BSC Young Boys                                         | Stade de la Cerámica, Vila-real                                                   |                                                                                   |
| 2 novembre 2021 18h45 CET | Capoue 36e · Danjuma 89e              | (1 - 0) |                                                        | Spectateurs : 14 890 Arbitrage : Serdar Gözübüyük Arbitre vidéo : Jochem Kamphuis | Spectateurs : 14 890 Arbitrage : Serdar Gözübüyük Arbitre vidéo : Jochem Kamphuis |
| 2 novembre 2021 18h45 CET | Pedraza 38e · Gaspar 55e · Parejo 78e | Rapport | 52e Sierro · 54e Ngamaleu · 62e Aebischer · 90+5e Elia | Spectateurs : 14 890 Arbitrage : Serdar Gözübüyük Arbitre vidéo : Jochem Kamphuis | Spectateurs : 14 890 Arbitrage : Serdar Gözübüyük Arbitre vidéo : Jochem Kamphuis |

| 4e journée                | Atalanta Bergame        | 2 - 2   | Manchester United   | Stadio Atleti Azzurri d'Italia, Bergame                                        |                                                                                |
| 2 novembre 2021 21h00 CET | Iličić 12e · Zapata 56e | (1 - 1) | 45+1e 90+1e Ronaldo | Spectateurs : 14 443 Arbitrage : Slavko Vinčić Arbitre vidéo : Bastian Dankert | Spectateurs : 14 443 Arbitrage : Slavko Vinčić Arbitre vidéo : Bastian Dankert |
| 2 novembre 2021 21h00 CET |                         | Rapport | 51e McTominay       | Spectateurs : 14 443 Arbitrage : Slavko Vinčić Arbitre vidéo : Bastian Dankert | Spectateurs : 14 443 Arbitrage : Slavko Vinčić Arbitre vidéo : Bastian Dankert |

| 5e journée                 | Villarreal CF | 0 - 2   | Manchester United        | Stade de la Cerámica, Vila-real                                          |                                                                          |
| 23 novembre 2021 18h45 CET |               | (0 - 0) | 78e Ronaldo · 90e Sancho | Spectateurs : 20 875 Arbitrage : Felix Brych Arbitre vidéo : Marco Fritz | Spectateurs : 20 875 Arbitrage : Felix Brych Arbitre vidéo : Marco Fritz |
| 23 novembre 2021 18h45 CET | Pino 33e      | Rapport | 41e van de Beek          | Spectateurs : 20 875 Arbitrage : Felix Brych Arbitre vidéo : Marco Fritz | Spectateurs : 20 875 Arbitrage : Felix Brych Arbitre vidéo : Marco Fritz |

| 5e journée                 | BSC Young Boys                          | 3 - 3   | Atalanta Bergame                       | Stade du Wankdorf, Berne                                                        |                                                                                 |
| 23 novembre 2021 21h00 CET | Siebatcheu 39e · Sierro 80e · Hefti 84e | (1 - 1) | 10e Zapata · 51e Palomino · 88e Muriel | Spectateurs : 31 120 Arbitrage : Daniel Siebert Arbitre vidéo : Bastian Dankert | Spectateurs : 31 120 Arbitrage : Daniel Siebert Arbitre vidéo : Bastian Dankert |
| 23 novembre 2021 21h00 CET | Garcia 22e · Ngamaleu 44e · Hefti 66e   | Rapport | 63e Demiral · 90+2e Zapata             | Spectateurs : 31 120 Arbitrage : Daniel Siebert Arbitre vidéo : Bastian Dankert | Spectateurs : 31 120 Arbitrage : Daniel Siebert Arbitre vidéo : Bastian Dankert |

| 6e journée                | Manchester United | 1 - 1   | BSC Young Boys | Old Trafford, Manchester                                                      |                                                                               |
| 8 décembre 2021 21h00 CET | Greenwood 9e      | (1 - 1) | 42e Rieder     | Spectateurs : 73 156 Arbitrage : Benoît Bastien Arbitre vidéo : Benoît Millot | Spectateurs : 73 156 Arbitrage : Benoît Bastien Arbitre vidéo : Benoît Millot |
| 8 décembre 2021 21h00 CET | Shoretire 79e     | Rapport |                | Spectateurs : 73 156 Arbitrage : Benoît Bastien Arbitre vidéo : Benoît Millot | Spectateurs : 73 156 Arbitrage : Benoît Bastien Arbitre vidéo : Benoît Millot |

| 6e journée                | Atalanta Bergame            | 2 - 3   | Villarreal CF               | Stadio Atleti Azzurri d'Italia, Bergame                                        |                                                                                |
| 9 décembre 2021 19h00 CET | Malinovsky 71e · Zapata 80e | (0 - 2) | 3e 51e Danjuma · 42e Capoue | Spectateurs : 11 690 Arbitrage : Anthony Taylor Arbitre vidéo : Chris Kavanagh | Spectateurs : 11 690 Arbitrage : Anthony Taylor Arbitre vidéo : Chris Kavanagh |
| 9 décembre 2021 19h00 CET | Muriel 89e                  | Rapport | 57e Moreno · 57e Parejo     | Spectateurs : 11 690 Arbitrage : Anthony Taylor Arbitre vidéo : Chris Kavanagh | Spectateurs : 11 690 Arbitrage : Anthony Taylor Arbitre vidéo : Chris Kavanagh |

### Groupe G
| Rang | Équipe        | Pts | J | G | N | P | Bp | Bc | Diff |  | Résultats (▼ dom., ► ext.) |     |     |     |     |
| ---- | ------------- | --- | - | - | - | - | -- | -- | ---- |  | -------------------------- | --- | --- | --- | --- |
| 1    | LOSC Lille    | 11  | 6 | 3 | 2 | 1 | 7  | 4  | +3   |  | LOSC Lille                 |     | 1-0 | 0-0 | 0-0 |
| 2    | RB Salzbourg  | 10  | 6 | 3 | 1 | 2 | 8  | 6  | +2   |  | RB Salzbourg               | 2-1 |     | 1-0 | 3-1 |
| 3    | Séville FC    | 6   | 6 | 1 | 3 | 2 | 5  | 5  | 0    |  | Séville FC                 | 1-2 | 1-1 |     | 2-0 |
| 4    | VfL Wolfsburg | 5   | 6 | 1 | 2 | 3 | 5  | 10 | -5   |  | VfL Wolfsburg              | 1-3 | 2-1 | 1-1 |     |

| 1re journée                  | Séville FC                                                              | 1 - 1   | RB Salzbourg                                            | Stade Ramón-Sánchez-Pizjuán, Séville                                              |                                                                                   |
| 14 septembre 2021 18h45 CEST | Rakitić 42e (pen.)                                                      | (1 - 1) | 21e (pen.) Sučić                                        | Spectateurs : 18 373 Arbitrage : Aleksei Kulbakov Arbitre vidéo : Bastian Dankert | Spectateurs : 18 373 Arbitrage : Aleksei Kulbakov Arbitre vidéo : Bastian Dankert |
| 14 septembre 2021 18h45 CEST | Carlos 13e · En-Nesyri 26e, 50e · Rakitić 65e · Delaney 62e · Navas 84e | Rapport | 15e Seiwald · 84e Capaldo · 90+3e Camara · 90+4e Okafor | Spectateurs : 18 373 Arbitrage : Aleksei Kulbakov Arbitre vidéo : Bastian Dankert | Spectateurs : 18 373 Arbitrage : Aleksei Kulbakov Arbitre vidéo : Bastian Dankert |

| 1re journée                  | LOSC Lille            | 0 - 0   | VfL Wolfsburg                                                                   | Stade Pierre-Mauroy, Villeneuve-d'Ascq                                     |                                                                            |
| 14 septembre 2021 21h00 CEST |                       | (0 - 0) |                                                                                 | Spectateurs : 34 314 Arbitrage : Danny Makkelie Arbitre vidéo : Kevin Blom | Spectateurs : 34 314 Arbitrage : Danny Makkelie Arbitre vidéo : Kevin Blom |
| 14 septembre 2021 21h00 CEST | André 31e · Ikoné 63e | Rapport | 45+2e, 63e Brooks · 56e Guilavogui · 65e Waldschmidt · 70e Nmecha · 86e Lacroix | Spectateurs : 34 314 Arbitrage : Danny Makkelie Arbitre vidéo : Kevin Blom | Spectateurs : 34 314 Arbitrage : Danny Makkelie Arbitre vidéo : Kevin Blom |

| 2e journée                   | RB Salzbourg                  | 2 - 1   | LOSC Lille                                                   | Red Bull Arena, Salzbourg                                                       |                                                                                 |
| 29 septembre 2021 21h00 CEST | Adeyemi 35e (pen.) 53e (pen.) | (1 - 0) | 62e Yılmaz                                                   | Spectateurs : 24 207 Arbitrage : Halil Umut Meler Arbitre vidéo : Mete Kalkavan | Spectateurs : 24 207 Arbitrage : Halil Umut Meler Arbitre vidéo : Mete Kalkavan |
| 29 septembre 2021 21h00 CEST | Adeyemi 54e · Capaldo 90+3e   | Rapport | 30e Botman · 45+1e Xeka · 51e Yılmaz · 66e Fonte · 89e Bamba | Spectateurs : 24 207 Arbitrage : Halil Umut Meler Arbitre vidéo : Mete Kalkavan | Spectateurs : 24 207 Arbitrage : Halil Umut Meler Arbitre vidéo : Mete Kalkavan |

| 2e journée                   | VfL Wolfsburg                                                                                | 1 - 1   | Séville FC                       | Volkswagen-Arena, Wolfsburg                                                |                                                                            |
| 29 septembre 2021 21h00 CEST | Steffen 49e                                                                                  | (0 - 0) | 86e (pen.) Rakitić               | Spectateurs : 11 733 Arbitrage : Georgi Kabakov Arbitre vidéo : Kevin Blom | Spectateurs : 11 733 Arbitrage : Georgi Kabakov Arbitre vidéo : Kevin Blom |
| 29 septembre 2021 21h00 CEST | Lacroix 1e · Steffen 16e · Mbabu 50e · Guilavogui 79e, 85e · Weghorst 86e · Roussillon 90+5e | Rapport | 24e Suso · 45+3e Mir · 82e Rekik | Spectateurs : 11 733 Arbitrage : Georgi Kabakov Arbitre vidéo : Kevin Blom | Spectateurs : 11 733 Arbitrage : Georgi Kabakov Arbitre vidéo : Kevin Blom |

| 3e journée                 | RB Salzbourg                | 3 - 1   | VfL Wolfsburg          | Red Bull Arena, Salzbourg                                                           |                                                                                     |
| 20 octobre 2021 18h45 CEST | Adeyemi 3e · Okafor 65e 77e | (1 - 1) | 15e Nmecha             | Spectateurs : 29 520 Arbitrage : Daniele Orsato Arbitre vidéo : Massimiliano Irrati | Spectateurs : 29 520 Arbitrage : Daniele Orsato Arbitre vidéo : Massimiliano Irrati |
| 20 octobre 2021 18h45 CEST | Camara 19e · Capaldo 87e    | Rapport | 74e Mbabu · 84e Arnold | Spectateurs : 29 520 Arbitrage : Daniele Orsato Arbitre vidéo : Massimiliano Irrati | Spectateurs : 29 520 Arbitrage : Daniele Orsato Arbitre vidéo : Massimiliano Irrati |

| 3e journée                 | LOSC Lille                                       | 0 - 0   | Séville FC | Stade Pierre-Mauroy, Villeneuve-d'Ascq                                         |                                                                                |
| 20 octobre 2021 21h00 CEST |                                                  | (0 - 0) |            | Spectateurs : 34 362 Arbitrage : Michael Oliver Arbitre vidéo : Stuart Attwell | Spectateurs : 34 362 Arbitrage : Michael Oliver Arbitre vidéo : Stuart Attwell |
| 20 octobre 2021 21h00 CEST | Çelik 59e · Ikoné 77e · André 88e · Yılmaz 90+2e | Rapport | 87e Lamela | Spectateurs : 34 362 Arbitrage : Michael Oliver Arbitre vidéo : Stuart Attwell | Spectateurs : 34 362 Arbitrage : Michael Oliver Arbitre vidéo : Stuart Attwell |

| 4e journée                | VfL Wolfsburg                          | 2 - 1   | RB Salzbourg | Volkswagen-Arena, Wolfsburg                                                      |                                                                                  |
| 2 novembre 2021 18h45 CET | Baku 3e · Nmecha 60e                   | (1 - 1) | 30e Wöber    | Spectateurs : 16 112 Arbitrage : Artur Soares Dias Arbitre vidéo : João Pinheiro | Spectateurs : 16 112 Arbitrage : Artur Soares Dias Arbitre vidéo : João Pinheiro |
| 2 novembre 2021 18h45 CET | Weghorst 28e · Brooks 68e · Nmecha 83e | Rapport | 87e Ulmer    | Spectateurs : 16 112 Arbitrage : Artur Soares Dias Arbitre vidéo : João Pinheiro | Spectateurs : 16 112 Arbitrage : Artur Soares Dias Arbitre vidéo : João Pinheiro |

| 4e journée                | Séville FC                                                               | 1 - 2   | LOSC Lille                                                                  | Stade Ramón-Sánchez-Pizjuán, Séville                                       |                                                                            |
| 2 novembre 2021 21h00 CET | Ocampos 15e                                                              | (1 - 1) | 43e (pen.) David · 51e Ikoné                                                | Spectateurs : 29 369 Arbitrage : István Kovács Arbitre vidéo : Marco Guida | Spectateurs : 29 369 Arbitrage : István Kovács Arbitre vidéo : Marco Guida |
| 2 novembre 2021 21h00 CET | Delaney 42e · En-Nesyri 60e · Ocampos 90e · Montiel 90+5e · Carlos 90+6e | Rapport | 78e Bamba · 79e Ikoné · 87e André · 90+5e Xeka · 90+6e Grbić · 90+7e Yazıcı | Spectateurs : 29 369 Arbitrage : István Kovács Arbitre vidéo : Marco Guida | Spectateurs : 29 369 Arbitrage : István Kovács Arbitre vidéo : Marco Guida |

| 5e journée                 | Séville FC             | 2 - 0   | VfL Wolfsburg                            | Stade Ramón-Sánchez-Pizjuán, Séville                                          |                                                                               |
| 23 novembre 2021 21h00 CET | Jordán 13e · Mir 90+7e | (1 - 0) |                                          | Spectateurs : 28 663 Arbitrage : Cüneyt Çakır Arbitre vidéo : Jochem Kamphuis | Spectateurs : 28 663 Arbitrage : Cüneyt Çakır Arbitre vidéo : Jochem Kamphuis |
| 23 novembre 2021 21h00 CET | Fernando 37e           | Rapport | 52e Guilavogui · 82e Arnold · 90e Nmecha | Spectateurs : 28 663 Arbitrage : Cüneyt Çakır Arbitre vidéo : Jochem Kamphuis | Spectateurs : 28 663 Arbitrage : Cüneyt Çakır Arbitre vidéo : Jochem Kamphuis |

| 5e journée                 | LOSC Lille                         | 1 - 0   | RB Salzbourg                                                | Stade Pierre-Mauroy, Villeneuve-d'Ascq                                         |                                                                                |
| 23 novembre 2021 21h00 CET | David 31e                          | (1 - 0) |                                                             | Spectateurs : 33 573 Arbitrage : Anthony Taylor Arbitre vidéo : Chris Kavanagh | Spectateurs : 33 573 Arbitrage : Anthony Taylor Arbitre vidéo : Chris Kavanagh |
| 23 novembre 2021 21h00 CET | Djaló 31e · Xeka 67e · Bamba 90+5e | Rapport | 8e Kristensen · 35e Seiwald · 90e Kjærgaard · 90+6e Adeyemi | Spectateurs : 33 573 Arbitrage : Anthony Taylor Arbitre vidéo : Chris Kavanagh | Spectateurs : 33 573 Arbitrage : Anthony Taylor Arbitre vidéo : Chris Kavanagh |

| 6e journée                | VfL Wolfsburg                                             | 1 - 3   | LOSC Lille                             | Volkswagen-Arena, Wolfsburg                                                        |                                                                                    |
| 8 décembre 2021 21h00 CET | Steffen 89e                                               | (0 - 1) | 11e Yılmaz · 72e David · 78e Gomes     | Spectateurs : 6 544 Arbitrage : Daniele Orsato Arbitre vidéo : Massimiliano Irrati | Spectateurs : 6 544 Arbitrage : Daniele Orsato Arbitre vidéo : Massimiliano Irrati |
| 8 décembre 2021 21h00 CET | Bornauw 17e · Arnold 62e · Roussillon 87e · Steffen 90+3e | Rapport | 18e Fonte · 66e Ikoné · 90+4e Reinildo | Spectateurs : 6 544 Arbitrage : Daniele Orsato Arbitre vidéo : Massimiliano Irrati | Spectateurs : 6 544 Arbitrage : Daniele Orsato Arbitre vidéo : Massimiliano Irrati |

| 6e journée                | RB Salzbourg            | 1 - 0   | Séville FC                                       | Red Bull Arena, Salzbourg                                              |                                                                        |
| 8 décembre 2021 21h00 CET | Okafor 50e              | (0 - 0) |                                                  | Spectateurs : 0 Arbitrage : Slavko Vinčić Arbitre vidéo : Paul Tierney | Spectateurs : 0 Arbitrage : Slavko Vinčić Arbitre vidéo : Paul Tierney |
| 8 décembre 2021 21h00 CET | Onguéné 37e · Ulmer 69e | Rapport | 18e Augustinsson · 56e, 64e Jordán · 81e Ocampos | Spectateurs : 0 Arbitrage : Slavko Vinčić Arbitre vidéo : Paul Tierney | Spectateurs : 0 Arbitrage : Slavko Vinčić Arbitre vidéo : Paul Tierney |

### Groupe H
| Rang | Équipe                   | Pts | J | G | N | P | Bp | Bc | Diff |  | Résultats (▼ dom., ► ext.) |     |     |     |     |
| ---- | ------------------------ | --- | - | - | - | - | -- | -- | ---- |  | -------------------------- | --- | --- | --- | --- |
| 1    | Juventus FC              | 15  | 6 | 5 | 0 | 1 | 10 | 6  | +4   |  | Juventus FC                |     | 1-0 | 4-2 | 1-0 |
| 2    | Chelsea FC               | 13  | 6 | 4 | 1 | 1 | 13 | 4  | +9   |  | Chelsea FC                 | 4-0 |     | 1-0 | 4-0 |
| 3    | Zénith Saint-Pétersbourg | 5   | 6 | 1 | 2 | 3 | 10 | 10 | 0    |  | Zénith Saint-Pétersbourg   | 0-1 | 3-3 |     | 4-0 |
| 4    | Malmö FF                 | 1   | 6 | 0 | 1 | 5 | 1  | 14 | -13  |  | Malmö FF                   | 0-3 | 0-1 | 1-1 |     |

| 1re journée                  | Chelsea FC      | 1 - 0   | Zénith Saint-Pétersbourg | Stamford Bridge, Londres                                                        |                                                                                 |
| 14 septembre 2021 21h00 CEST | Lukaku 69e      | (0 - 0) |                          | Spectateurs : 39 252 Arbitrage : Bartosz Frankowski Arbitre vidéo : Marco Fritz | Spectateurs : 39 252 Arbitrage : Bartosz Frankowski Arbitre vidéo : Marco Fritz |
| 14 septembre 2021 21h00 CEST | Azpilicueta 45e | Rapport | 62e Rakitsky             | Spectateurs : 39 252 Arbitrage : Bartosz Frankowski Arbitre vidéo : Marco Fritz | Spectateurs : 39 252 Arbitrage : Bartosz Frankowski Arbitre vidéo : Marco Fritz |

| 1re journée                  | Malmö FF                   | 0 - 3   | Juventus FC                                   | Swedbank Stadion, Malmö                                                         |                                                                                 |
| 14 septembre 2021 21h00 CEST |                            | (0 - 3) | 23e Sandro · 45e (pen.) Dybala · 45+1e Morata | Spectateurs : 5 832 Arbitrage : Artur Soares Dias Arbitre vidéo : João Pinheiro | Spectateurs : 5 832 Arbitrage : Artur Soares Dias Arbitre vidéo : João Pinheiro |
| 14 septembre 2021 21h00 CEST | Brorsson 39e · Nielsen 43e | Rapport | 58e de Ligt                                   | Spectateurs : 5 832 Arbitrage : Artur Soares Dias Arbitre vidéo : João Pinheiro | Spectateurs : 5 832 Arbitrage : Artur Soares Dias Arbitre vidéo : João Pinheiro |

| 2e journée                   | Zénith Saint-Pétersbourg                                     | 4 - 0   | Malmö FF                                   | Stade de Saint-Pétersbourg, Saint-Pétersbourg                                               |                                                                                             |
| 29 septembre 2021 18h45 CEST | Claudinho 9e · Kouziaïev 49e · Soutormine 80e · Wendel 90+4e | (1 - 0) |                                            | Spectateurs : 15 339 Arbitrage : Anastasios Sidiropoulos Arbitre vidéo : José María Sánchez | Spectateurs : 15 339 Arbitrage : Anastasios Sidiropoulos Arbitre vidéo : José María Sánchez |
| 29 septembre 2021 18h45 CEST |                                                              | Rapport | 30e Rakip · 53e Ahmedhodžić · 86e Brorsson | Spectateurs : 15 339 Arbitrage : Anastasios Sidiropoulos Arbitre vidéo : José María Sánchez | Spectateurs : 15 339 Arbitrage : Anastasios Sidiropoulos Arbitre vidéo : José María Sánchez |

| 2e journée                   | Juventus FC  | 1 - 0   | Chelsea FC                            | Juventus Stadium, Turin                                                                  |                                                                                          |
| 29 septembre 2021 21h00 CEST | Chiesa 46e   | (0 - 0) |                                       | Spectateurs : 19 934 Arbitrage : Jesús Gil Manzano Arbitre vidéo : Juan Martínez Munuera | Spectateurs : 19 934 Arbitrage : Jesús Gil Manzano Arbitre vidéo : Juan Martínez Munuera |
| 29 septembre 2021 21h00 CEST | Cuadrado 89e | Rapport | 18e Alonso · 61e Ziyech · 65e Rüdiger | Spectateurs : 19 934 Arbitrage : Jesús Gil Manzano Arbitre vidéo : Juan Martínez Munuera | Spectateurs : 19 934 Arbitrage : Jesús Gil Manzano Arbitre vidéo : Juan Martínez Munuera |

| 3e journée                 | Zénith Saint-Pétersbourg    | 0 - 1   | Juventus FC               | Stade de Saint-Pétersbourg, Saint-Pétersbourg                                   |                                                                                 |
| 20 octobre 2021 21h00 CEST |                             | (0 - 0) | 86e Kulusevski            | Spectateurs : 18 717 Arbitrage : Sandro Schärer Arbitre vidéo : Bastian Dankert | Spectateurs : 18 717 Arbitrage : Sandro Schärer Arbitre vidéo : Bastian Dankert |
| 20 octobre 2021 21h00 CEST | Barrios 30e · Karavaïev 46e | Rapport | 60e Arthur · 90+4e Ramsey | Spectateurs : 18 717 Arbitrage : Sandro Schärer Arbitre vidéo : Bastian Dankert | Spectateurs : 18 717 Arbitrage : Sandro Schärer Arbitre vidéo : Bastian Dankert |

| 3e journée                 | Chelsea FC                                                    | 4 - 0   | Malmö FF                                     | Stamford Bridge, Londres                                                         |                                                                                  |
| 20 octobre 2021 21h00 CEST | Christensen 9e · Jorginho 21e (pen.) 57e (pen.) · Havertz 48e | (2 - 0) |                                              | Spectateurs : 39 095 Arbitrage : François Letexier Arbitre vidéo : Benoît Millot | Spectateurs : 39 095 Arbitrage : François Letexier Arbitre vidéo : Benoît Millot |
| 20 octobre 2021 21h00 CEST |                                                               | Rapport | 19e Nielsen · 53e Christiansen · 55e Larsson | Spectateurs : 39 095 Arbitrage : François Letexier Arbitre vidéo : Benoît Millot | Spectateurs : 39 095 Arbitrage : François Letexier Arbitre vidéo : Benoît Millot |

| 4e journée                | Malmö FF | 0 - 1   | Chelsea FC                   | Swedbank Stadion, Malmö                                                       |                                                                               |
| 2 novembre 2021 18h45 CET |          | (0 - 0) | 56e Ziyech                   | Spectateurs : 19 551 Arbitrage : Felix Brych Arbitre vidéo : Sascha Stegemann | Spectateurs : 19 551 Arbitrage : Felix Brych Arbitre vidéo : Sascha Stegemann |
| 2 novembre 2021 18h45 CET |          | Rapport | 69e Silva · 80e Loftus-Cheek | Spectateurs : 19 551 Arbitrage : Felix Brych Arbitre vidéo : Sascha Stegemann | Spectateurs : 19 551 Arbitrage : Felix Brych Arbitre vidéo : Sascha Stegemann |

| 4e journée                | Juventus FC                                     | 4 - 2   | Zénith Saint-Pétersbourg         | Juventus Stadium, Turin                                                                              | |
| 2 novembre 2021 21h00 CET | Dybala 11e 58e (pen.) · Chiesa 74e · Morata 82e | (1 - 1) | 26e (csc) Bonucci · 90+2e Azmoun | Spectateurs : 20 053 Arbitrage : Alejandro Hernández Hernández Arbitre vidéo : Juan Martínez Munuera | Spectateurs : 20 053 Arbitrage : Alejandro Hernández Hernández Arbitre vidéo : Juan Martínez Munuera |
| 2 novembre 2021 21h00 CET | Locatelli 68e · Kulusevski 89e                  | Rapport | 54e Lovren                       | Spectateurs : 20 053 Arbitrage : Alejandro Hernández Hernández Arbitre vidéo : Juan Martínez Munuera | Spectateurs : 20 053 Arbitrage : Alejandro Hernández Hernández Arbitre vidéo : Juan Martínez Munuera |

| 5e journée                 | Chelsea FC                                                | 4 - 0   | Juventus FC  | Stamford Bridge, Londres                                                                       |                                                                                                |
| 23 novembre 2021 21h00 CET | Chalobah 25e · James 56e · Hudson-Odoi 58e · Werner 90+5e | (1 - 0) |              | Spectateurs : 39 513 Arbitrage : Srđan Jovanović Arbitre vidéo : Alejandro Hernández Hernández | Spectateurs : 39 513 Arbitrage : Srđan Jovanović Arbitre vidéo : Alejandro Hernández Hernández |
| 23 novembre 2021 21h00 CET |                                                           | Rapport | 23e Cuadrado | Spectateurs : 39 513 Arbitrage : Srđan Jovanović Arbitre vidéo : Alejandro Hernández Hernández | Spectateurs : 39 513 Arbitrage : Srđan Jovanović Arbitre vidéo : Alejandro Hernández Hernández |

| 5e journée                 | Malmö FF                                                 | 1 - 1   | Zénith Saint-Pétersbourg                          | Swedbank Stadion, Malmö                                                         |                                                                                 |
| 23 novembre 2021 21h00 CET | Rieks 28e                                                | (1 - 0) | 90+2e (pen.) Rakitsky                             | Spectateurs : 15 520 Arbitrage : Andris Treimanis Arbitre vidéo : João Pinheiro | Spectateurs : 15 520 Arbitrage : Andris Treimanis Arbitre vidéo : João Pinheiro |
| 23 novembre 2021 21h00 CET | Dahlin 50e · Ahmedhodžić 56e · Moisander 74e · Rieks 90e | Rapport | 36e Claudinho · 55e Wendel · 62e, 86e Tchistiakov | Spectateurs : 15 520 Arbitrage : Andris Treimanis Arbitre vidéo : João Pinheiro | Spectateurs : 15 520 Arbitrage : Andris Treimanis Arbitre vidéo : João Pinheiro |

| 6e journée                | Zénith Saint-Pétersbourg                   | 3 - 3   | Chelsea FC                 | Stade de Saint-Pétersbourg, Saint-Pétersbourg                                     |                                                                                   |
| 8 décembre 2021 18h45 CET | Claudinho 38e · Azmoun 41e · Ozdoïev 90+4e | (2 - 1) | 2e 85e Werner · 62e Lukaku | Spectateurs : 29 349 Arbitrage : Serdar Gözübüyük Arbitre vidéo : Jochem Kamphuis | Spectateurs : 29 349 Arbitrage : Serdar Gözübüyük Arbitre vidéo : Jochem Kamphuis |
| 8 décembre 2021 18h45 CET | Lovren 60e                                 | Rapport | 37e Hudson-Odoi            | Spectateurs : 29 349 Arbitrage : Serdar Gözübüyük Arbitre vidéo : Jochem Kamphuis | Spectateurs : 29 349 Arbitrage : Serdar Gözübüyük Arbitre vidéo : Jochem Kamphuis |

| 6e journée                | Juventus FC | 1 - 0   | Malmö FF                            | Juventus Stadium, Turin                                                             |                                                                                     |
| 8 décembre 2021 18h45 CET | Kean 18e    | (1 - 0) |                                     | Spectateurs : 17 501 Arbitrage : Irfan Peljto Arbitre vidéo : Juan Martínez Munuera | Spectateurs : 17 501 Arbitrage : Irfan Peljto Arbitre vidéo : Juan Martínez Munuera |
| 8 décembre 2021 18h45 CET | Rabiot 90e  | Rapport | 49e Čolak · 68e Innocent · 80e Peña | Spectateurs : 17 501 Arbitrage : Irfan Peljto Arbitre vidéo : Juan Martínez Munuera | Spectateurs : 17 501 Arbitrage : Irfan Peljto Arbitre vidéo : Juan Martínez Munuera |

## Phase à élimination directe

### Huitièmes de finale
Lisbonne
 SL Benfica
 Sporting CP
Madrid
 Atlético de Madrid
 Real Madrid
Manchester
 Manchester City
 Manchester United
Pour le tirage des huitièmes de finale, les 8 premiers de groupe du tour précédent sont têtes de série et reçoivent pour le match retour, ils ne peuvent donc pas se rencontrer.
Deux équipes d'une même association nationale ne peuvent pas non plus se rencontrer en huitièmes de finale, de même que deux équipes issues du même groupe. Cette limitation est levée à partir des quarts de finale.
Le tirage au sort a lieu le 13 décembre 2021.
| Groupe | 1er (tête de série) | 2e                  |
| ------ | ------------------- | ------------------- |
| A      | Manchester City     | Paris Saint-Germain |
| B      | Liverpool FC        | Atlético de Madrid  |
| C      | Ajax Amsterdam      | Sporting CP         |
| D      | Real Madrid         | Inter Milan         |
| E      | Bayern Munich       | SL Benfica          |
| F      | Manchester United   | Villarreal CF       |
| G      | LOSC Lille          | RB Salzbourg        |
| H      | Juventus FC         | Chelsea FC          |

| Équipe              | Aller | Total | Retour | Équipe            |
| ------------------- | ----- | ----- | ------ | ----------------- |
| Paris Saint-Germain | 1 - 0 | 2 - 3 | 1 - 3  | Real Madrid       |
| Sporting CP         | 0 - 5 | 0 - 5 | 0 - 0  | Manchester City   |
| Inter Milan         | 0 - 2 | 1 - 2 | 1 - 0  | Liverpool FC      |
| RB Salzbourg        | 1 - 1 | 2 - 8 | 1 - 7  | Bayern Munich     |
| Villarreal CF       | 1 - 1 | 4 - 1 | 3 - 0  | Juventus FC       |
| Chelsea FC          | 2 - 0 | 4 - 1 | 2 - 1  | LOSC Lille        |
| Atlético de Madrid  | 1 - 1 | 2 - 1 | 1 - 0  | Manchester United |
| SL Benfica          | 2 - 2 | 3 - 2 | 1 - 0  | Ajax Amsterdam    |

| Match aller               | Paris Saint-Germain                                    | 1 - 0   | Real Madrid                                          | Parc des Princes, Paris                                                        |                                                                                |
| 15 février 2022 21h00 CET | ( Neymar) Mbappé 90+4e                                 | (0 - 0) |                                                      | Spectateurs : 47 443 Arbitrage : Daniele Orsato Arbitre vidéo : Marco Di Bello | Spectateurs : 47 443 Arbitrage : Daniele Orsato Arbitre vidéo : Marco Di Bello |
| 15 février 2022 21h00 CET | Verratti 40e · Danilo 62e · Kimpembe 83e · Paredes 90e | Rapport | 37e Casemiro · 51e Militão · 57e Mendy · 83e Rodrygo | Spectateurs : 47 443 Arbitrage : Daniele Orsato Arbitre vidéo : Marco Di Bello | Spectateurs : 47 443 Arbitrage : Daniele Orsato Arbitre vidéo : Marco Di Bello |

| Match retour          | Real Madrid                                                       | 3 - 1   | Paris Saint-Germain                                     | Stade Santiago-Bernabéu, Madrid                                                |                                                                                |
| 9 mars 2022 21h00 CET | ( Vinícius Jr.) Benzema 61e · ( Modrić) Benzema 76e · Benzema 78e | (0 - 1) | 39e Mbappé (Neymar )                                    | Spectateurs : 59 895 Arbitrage : Danny Makkelie Arbitre vidéo : Pol van Boekel | Spectateurs : 59 895 Arbitrage : Danny Makkelie Arbitre vidéo : Pol van Boekel |
| 9 mars 2022 21h00 CET | Nacho 43e · Vinícius 44e · Carvajal 60e · Vázquez 88e             | Rapport | 7e Paredes · 62e Donnarumma · 81e Hakimi · 83e Kimpembe | Spectateurs : 59 895 Arbitrage : Danny Makkelie Arbitre vidéo : Pol van Boekel | Spectateurs : 59 895 Arbitrage : Danny Makkelie Arbitre vidéo : Pol van Boekel |

| Match aller               | Sporting CP                           | 0 - 5   | Manchester City                                                                                                | Estádio José Alvalade, Lisbonne                                              |                                                                              |
| 15 février 2022 21h00 CET |                                       | (0 - 4) | 7e Mahrez (De Bruyne ) · 17e Silva · 32e Foden (Mahrez ) · 44e B. Silva (Sterling ) · 58e Sterling (B. Silva ) | Spectateurs : 48 129 Arbitrage : Srđan Jovanović Arbitre vidéo : Marco Fritz | Spectateurs : 48 129 Arbitrage : Srđan Jovanović Arbitre vidéo : Marco Fritz |
| 15 février 2022 21h00 CET | Matheus 65e · Esgaio 78e · Ugarte 83e | Rapport | 74e Gündoğan                                                                                                   | Spectateurs : 48 129 Arbitrage : Srđan Jovanović Arbitre vidéo : Marco Fritz | Spectateurs : 48 129 Arbitrage : Srđan Jovanović Arbitre vidéo : Marco Fritz |

| Match retour          | Manchester City | 0 - 0   | Sporting CP                | City of Manchester Stadium, Manchester                                         |                                                                                |
| 9 mars 2022 21h00 CET |                 | (0 - 0) |                            | Spectateurs : 51 213 Arbitrage : Halil Umut Meler Arbitre vidéo : Paolo Valeri | Spectateurs : 51 213 Arbitrage : Halil Umut Meler Arbitre vidéo : Paolo Valeri |
| 9 mars 2022 21h00 CET | Jesus 39e       | Rapport | 15e Paulinho · 40e Slimani | Spectateurs : 51 213 Arbitrage : Halil Umut Meler Arbitre vidéo : Paolo Valeri | Spectateurs : 51 213 Arbitrage : Halil Umut Meler Arbitre vidéo : Paolo Valeri |

| Match aller               | Inter Milan | 0 - 2   | Liverpool FC                         | Stade San Siro, Milan                                                                |                                                                                      |
| 16 février 2022 21h00 CET |             | (0 - 0) | 75e Firmino (Robertson ) · 83e Salah | Spectateurs : 37 918 Arbitrage : Szymon Marciniak Arbitre vidéo : Tomasz Kwiatkowski | Spectateurs : 37 918 Arbitrage : Szymon Marciniak Arbitre vidéo : Tomasz Kwiatkowski |
| 16 février 2022 21h00 CET | Rapport     |         |                                      | Spectateurs : 37 918 Arbitrage : Szymon Marciniak Arbitre vidéo : Tomasz Kwiatkowski | Spectateurs : 37 918 Arbitrage : Szymon Marciniak Arbitre vidéo : Tomasz Kwiatkowski |

| Match retour          | Liverpool FC                        | 0 - 1   | Inter Milan                                                        | Anfield, Liverpool                                                                         |                                                                                            |
| 8 mars 2022 21h00 CET |                                     | (0 - 0) | 62e Martínez (Sánchez )                                            | Spectateurs : 51 747 Arbitrage : Antonio Mateu Lahoz Arbitre vidéo : Juan Martínez Munuera | Spectateurs : 51 747 Arbitrage : Antonio Mateu Lahoz Arbitre vidéo : Juan Martínez Munuera |
| 8 mars 2022 21h00 CET | Jota 40e · Robertson 47e · Mané 71e | Rapport | 45+4e, 63e Sánchez · 45+6e Vidal · 85e Bastoni · 90+4e Gagliardini | Spectateurs : 51 747 Arbitrage : Antonio Mateu Lahoz Arbitre vidéo : Juan Martínez Munuera | Spectateurs : 51 747 Arbitrage : Antonio Mateu Lahoz Arbitre vidéo : Juan Martínez Munuera |

| Match aller               | RB Salzbourg          | 1 - 1   | Bayern Munich              | Red Bull Arena, Salzbourg                                                      |                                                                                |
| 16 février 2022 21h00 CET | ( Aaronson) Adamu 21e | (1 - 0) | 90e Coman (Müller )        | Spectateurs : 29 520 Arbitrage : Michael Oliver Arbitre vidéo : Chris Kavanagh | Spectateurs : 29 520 Arbitrage : Michael Oliver Arbitre vidéo : Chris Kavanagh |
| 16 février 2022 21h00 CET | Köhn 87e              | Rapport | 83e Coman · 90+2e Sabitzer | Spectateurs : 29 520 Arbitrage : Michael Oliver Arbitre vidéo : Chris Kavanagh | Spectateurs : 29 520 Arbitrage : Michael Oliver Arbitre vidéo : Chris Kavanagh |

| Match retour          | Bayern Munich | 7 - 1   | RB Salzbourg              | Allianz Arena, Munich                                                          |                                                                                |
| 8 mars 2022 21h00 CET | Lewandowski 12e (pen.) · Lewandowski 21e (pen.) · Lewandowski 23e (pen.) · ( Coman) Gnabry 31e · ( Sané) Müller 54e · ( Sané) Müller 83e · ( Lewandowski) Sané 85e | (4 - 0) | 70e Kjærgaard (Aaronson ) | Spectateurs : 25 000 Arbitrage : Clément Turpin Arbitre vidéo : Jérôme Brisard | Spectateurs : 25 000 Arbitrage : Clément Turpin Arbitre vidéo : Jérôme Brisard |
| 8 mars 2022 21h00 CET | Rapport |         |                           | Spectateurs : 25 000 Arbitrage : Clément Turpin Arbitre vidéo : Jérôme Brisard | Spectateurs : 25 000 Arbitrage : Clément Turpin Arbitre vidéo : Jérôme Brisard |

| Match aller               | Villarreal CF        | 1 - 1   | Juventus FC            | Stade de la Cerámica, Vila-real                                                 |                                                                                 |
| 22 février 2022 21h00 CET | ( Capoue) Parejo 66e | (0 - 1) | 1re Vlahović (Danilo ) | Spectateurs : 17 686 Arbitrage : Daniel Siebert Arbitre vidéo : Bastian Dankert | Spectateurs : 17 686 Arbitrage : Daniel Siebert Arbitre vidéo : Bastian Dankert |
| 22 février 2022 21h00 CET | Rulli 73e            | Rapport | 73e Rabiot             | Spectateurs : 17 686 Arbitrage : Daniel Siebert Arbitre vidéo : Bastian Dankert | Spectateurs : 17 686 Arbitrage : Daniel Siebert Arbitre vidéo : Bastian Dankert |

| Match retour           | Juventus FC | 0 - 3   | Villarreal CF                                                      | Juventus Stadium, Turin                                                              |                                                                                      |
| 16 mars 2022 21h00 CET |             | (0 - 0) | 78e (pen.) G. Moreno · 85e Torres (Aurier ) · 90+2e (pen.) Danjuma | Spectateurs : 30 385 Arbitrage : Szymon Marciniak Arbitre vidéo : Tomasz Kwiatkowski | Spectateurs : 30 385 Arbitrage : Szymon Marciniak Arbitre vidéo : Tomasz Kwiatkowski |
| 16 mars 2022 21h00 CET | de Ligt 90e | Rapport |                                                                    | Spectateurs : 30 385 Arbitrage : Szymon Marciniak Arbitre vidéo : Tomasz Kwiatkowski | Spectateurs : 30 385 Arbitrage : Szymon Marciniak Arbitre vidéo : Tomasz Kwiatkowski |

| Match aller               | Chelsea FC                                  | 2 - 0   | LOSC Lille   | Stamford Bridge, Londres                                                                         |                                                                                                  |
| 22 février 2022 21h00 CET | ( Ziyech) Havertz 8e · ( Kanté) Pulisic 63e | (1 - 0) |              | Spectateurs : 38 832 Arbitrage : Jesús Gil Manzano Arbitre vidéo : Alejandro Hernández Hernández | Spectateurs : 38 832 Arbitrage : Jesús Gil Manzano Arbitre vidéo : Alejandro Hernández Hernández |
| 22 février 2022 21h00 CET | Loftus-Cheek 83e                            | Rapport | 87e Ben Arfa | Spectateurs : 38 832 Arbitrage : Jesús Gil Manzano Arbitre vidéo : Alejandro Hernández Hernández | Spectateurs : 38 832 Arbitrage : Jesús Gil Manzano Arbitre vidéo : Alejandro Hernández Hernández |

| Match retour           | LOSC Lille                    | 1 - 2   | Chelsea FC                                           | Stade Pierre-Mauroy, Villeneuve-d'Ascq                                            |                                                                                   |
| 16 mars 2022 21h00 CET | Yılmaz 38e (pen.)             | (1 - 1) | 45+3e Pulisic (Jorginho ) · 71e Azpilicueta (Mount ) | Spectateurs : 49 048 Arbitrage : Davide Massa Arbitre vidéo : Massimiliano Irrati | Spectateurs : 49 048 Arbitrage : Davide Massa Arbitre vidéo : Massimiliano Irrati |
| 16 mars 2022 21h00 CET | Gudmundsson 43e · Fonte 90+4e | Rapport | 34e Chalobah                                         | Spectateurs : 49 048 Arbitrage : Davide Massa Arbitre vidéo : Massimiliano Irrati | Spectateurs : 49 048 Arbitrage : Davide Massa Arbitre vidéo : Massimiliano Irrati |

| Match aller               | Atlético de Madrid                                        | 1 - 1   | Manchester United                                              | Estadio Metropolitano, Madrid                                                       |                                                                                     |
| 23 février 2022 21h00 CET | ( Lodi) Félix 7e                                          | (1 - 0) | 80e Elanga (Fernandes )                                        | Spectateurs : 63 273 Arbitrage : Ovidiu Hațegan Arbitre vidéo : Massimiliano Irrati | Spectateurs : 63 273 Arbitrage : Ovidiu Hațegan Arbitre vidéo : Massimiliano Irrati |
| 23 février 2022 21h00 CET | Herrera 45+1e · Reinildo 63e · Llorente 77e · Giménez 78e | Rapport | 50e Shaw · 60e Lindelöf · 65e Rashford · 74e Fred · 83e Telles | Spectateurs : 63 273 Arbitrage : Ovidiu Hațegan Arbitre vidéo : Massimiliano Irrati | Spectateurs : 63 273 Arbitrage : Ovidiu Hațegan Arbitre vidéo : Massimiliano Irrati |

| Match retour           | Manchester United      | 0 - 1   | Atlético de Madrid        | Old Trafford, Manchester                                                   |                                                                            |
| 15 mars 2022 21h00 CET |                        | (0 - 1) | 41e Lodi (Griezmann )     | Spectateurs : 73 008 Arbitrage : Slavko Vinčić Arbitre vidéo : Marco Fritz | Spectateurs : 73 008 Arbitrage : Slavko Vinčić Arbitre vidéo : Marco Fritz |
| 15 mars 2022 21h00 CET | Matić 81e · Dialot 87e | Rapport | 43e De Paul · 81e Herrera | Spectateurs : 73 008 Arbitrage : Slavko Vinčić Arbitre vidéo : Marco Fritz | Spectateurs : 73 008 Arbitrage : Slavko Vinčić Arbitre vidéo : Marco Fritz |

| Match aller               | SL Benfica                              | 2 - 2   | Ajax Amsterdam                           | Estádio da Luz, Lisbonne                                                   |                                                                            |
| 23 février 2022 21h00 CET | Haller 26e (csc) · Iaremtchouk 72e      | (1 - 2) | 18e Tadić (Mazraoui ) · 29e Haller       | Spectateurs : 54 760 Arbitrage : Slavko Vinčić Arbitre vidéo : Marco Fritz | Spectateurs : 54 760 Arbitrage : Slavko Vinčić Arbitre vidéo : Marco Fritz |
| 23 février 2022 21h00 CET | Núñez 46e · Ramos 49e · Iaremtchouk 72e | Rapport | 23e Mazraoui · 45e Berghuis · 87e Antony | Spectateurs : 54 760 Arbitrage : Slavko Vinčić Arbitre vidéo : Marco Fritz | Spectateurs : 54 760 Arbitrage : Slavko Vinčić Arbitre vidéo : Marco Fritz |

| Match retour           | Ajax Amsterdam                               | 0 - 1   | SL Benfica            | Johan Cruyff ArenA, Amsterdam                                                                          | |
| 15 mars 2022 21h00 CET |                                              | (0 - 0) | 77e Núñez (Grimaldo ) | Spectateurs : 54 066 Arbitrage : Carlos del Cerro Grande Arbitre vidéo : Alejandro Hernández Hernández | Spectateurs : 54 066 Arbitrage : Carlos del Cerro Grande Arbitre vidéo : Alejandro Hernández Hernández |
| 15 mars 2022 21h00 CET | Timber 83e · Blind 90+4e · Gravenberch 90+4e | Rapport | 67e Ramos             | Spectateurs : 54 066 Arbitrage : Carlos del Cerro Grande Arbitre vidéo : Alejandro Hernández Hernández | Spectateurs : 54 066 Arbitrage : Carlos del Cerro Grande Arbitre vidéo : Alejandro Hernández Hernández |

### Quarts de finale
| Les 8 qualifiés    |
| ------------------ |
| Liverpool FC       |
| Bayern Munich      |
| Real Madrid        |
| Manchester City    |
| Atlético de Madrid |
| SL Benfica         |
| Villarreal CF      |
| Chelsea FC         |

| Équipe          | Aller | Total | Retour      | Équipe             |
| --------------- | ----- | ----- | ----------- | ------------------ |
| Manchester City | 1 - 0 | 1 - 0 | 0 - 0       | Atlético de Madrid |
| SL Benfica      | 1 - 3 | 4 - 6 | 3 - 3       | Liverpool FC       |
| Chelsea FC      | 1 - 3 | 4 - 5 | 3 - 2 a. p. | Real Madrid        |
| Villarreal CF   | 1 - 0 | 2 - 1 | 1 - 1       | Bayern Munich      |

| Match aller             | Manchester City           | 1 - 0   | Atlético de Madrid                        | City of Manchester Stadium, Manchester                                      |                                                                             |
| 5 avril 2022 21h00 CEST | ( Foden) De Bruyne 70e    | (0 - 0) |                                           | Spectateurs : 52 018 Arbitrage : István Kovács Arbitre vidéo : Paolo Valeri | Spectateurs : 52 018 Arbitrage : István Kovács Arbitre vidéo : Paolo Valeri |
| 5 avril 2022 21h00 CEST | Jesus 85e · Ederson 90+2e | Rapport | 69e De Paul · 83e Correa · 90+2e Vrsaljko | Spectateurs : 52 018 Arbitrage : István Kovács Arbitre vidéo : Paolo Valeri | Spectateurs : 52 018 Arbitrage : István Kovács Arbitre vidéo : Paolo Valeri |

| Match retour             | Atlético de Madrid                             | 0 - 0   | Manchester City                                                    | Estadio Metropolitano, Madrid                                               |                                                                             |
| 13 avril 2022 21h00 CEST |                                                | (0 - 0) |                                                                    | Spectateurs : 65 675 Arbitrage : Daniel Siebert Arbitre vidéo : Marco Fritz | Spectateurs : 65 675 Arbitrage : Daniel Siebert Arbitre vidéo : Marco Fritz |
| 13 avril 2022 21h00 CEST | Felipe 24e, 90+1e · Llorente 80e · Savić 90+1e | Rapport | 85e Rodri · 90+1e Aké · 90+2e Mahrez · 90+6e Foden · 90+7e Cancelo | Spectateurs : 65 675 Arbitrage : Daniel Siebert Arbitre vidéo : Marco Fritz | Spectateurs : 65 675 Arbitrage : Daniel Siebert Arbitre vidéo : Marco Fritz |

| Match aller             | SL Benfica            | 1 - 3   | Liverpool FC                                          | Estádio da Luz, Lisbonne                                                                         |                                                                                                  |
| 5 avril 2022 21h00 CEST | ( R. Silva) Núñez 49e | (0 - 2) | 17e Konaté (Robertson ) · 34e Mané (Díaz ) · 87e Díaz | Spectateurs : 59 633 Arbitrage : Jesús Gil Manzano Arbitre vidéo : Alejandro Hernández Hernández | Spectateurs : 59 633 Arbitrage : Jesús Gil Manzano Arbitre vidéo : Alejandro Hernández Hernández |
| 5 avril 2022 21h00 CEST | Taarabt 63e           | Rapport | 58e Thiago                                            | Spectateurs : 59 633 Arbitrage : Jesús Gil Manzano Arbitre vidéo : Alejandro Hernández Hernández | Spectateurs : 59 633 Arbitrage : Jesús Gil Manzano Arbitre vidéo : Alejandro Hernández Hernández |

| Match retour             | Liverpool FC                 | 3 - 3   | SL Benfica                              | Anfield, Liverpool                                                               |                                                                                  |
| 13 avril 2022 21h00 CEST | Konaté 21e · Firmino 55e 65e | (1 - 1) | 32e Ramos · 73e Iaremtchouk · 82e Núñez | Spectateurs : 51 373 Arbitrage : Serdar Gözübüyük Arbitre vidéo : Pol van Boekel | Spectateurs : 51 373 Arbitrage : Serdar Gözübüyük Arbitre vidéo : Pol van Boekel |
| 13 avril 2022 21h00 CEST | Rapport                      |         |                                         | Spectateurs : 51 373 Arbitrage : Serdar Gözübüyük Arbitre vidéo : Pol van Boekel | Spectateurs : 51 373 Arbitrage : Serdar Gözübüyük Arbitre vidéo : Pol van Boekel |

| Match aller             | Chelsea FC              | 1 - 3   | Real Madrid                                                       | Stamford Bridge, Londres                                                       |                                                                                |
| 6 avril 2022 21h00 CEST | ( Jorginho) Havertz 40e | (1 - 2) | 21e Benzema (Vinícius Jr. ) · 24e Benzema (Modrić ) · 46e Benzema | Spectateurs : 38 689 Arbitrage : Clément Turpin Arbitre vidéo : Jérôme Brisard | Spectateurs : 38 689 Arbitrage : Clément Turpin Arbitre vidéo : Jérôme Brisard |
| 6 avril 2022 21h00 CEST | Rüdiger 19e             | Rapport | 14e Militão                                                       | Spectateurs : 38 689 Arbitrage : Clément Turpin Arbitre vidéo : Jérôme Brisard | Spectateurs : 38 689 Arbitrage : Clément Turpin Arbitre vidéo : Jérôme Brisard |

| Match retour             | Real Madrid                                                  | 2 - 3 a. p.           | Chelsea FC                                                         | Stade Santiago-Bernabéu, Madrid                                                      |                                                                                      |
| 12 avril 2022 21h00 CEST | ( Modrić) Rodrygo 80e · ( Vinícius Jr.) Benzema 96e          | (0 - 1, 1 - 3, 2 - 3) | 15e Mount (Werner ) · 51e Rüdiger (Mount ) · 75e Werner (Kovačić ) | Spectateurs : 59 839 Arbitrage : Szymon Marciniak Arbitre vidéo : Tomasz Kwiatkowski | Spectateurs : 59 839 Arbitrage : Szymon Marciniak Arbitre vidéo : Tomasz Kwiatkowski |
| 12 avril 2022 21h00 CEST | Benzema 37e · Valverde 68e · Camavinga 90+1e · Carvajal 118e | Rapport               | 10e James · 102e Ziyech · 109e Havertz                             | Spectateurs : 59 839 Arbitrage : Szymon Marciniak Arbitre vidéo : Tomasz Kwiatkowski | Spectateurs : 59 839 Arbitrage : Szymon Marciniak Arbitre vidéo : Tomasz Kwiatkowski |

| Match aller             | Villarreal CF        | 1 - 0   | Bayern Munich | Stade de la Cerámica, Vila-real                                                |                                                                                |
| 6 avril 2022 21h00 CEST | ( Parejo) Danjuma 8e | (1 - 0) |               | Spectateurs : 21 626 Arbitrage : Anthony Taylor Arbitre vidéo : Stuart Attwell | Spectateurs : 21 626 Arbitrage : Anthony Taylor Arbitre vidéo : Stuart Attwell |
| 6 avril 2022 21h00 CEST | Estupiñán 74e        | Rapport |               | Spectateurs : 21 626 Arbitrage : Anthony Taylor Arbitre vidéo : Stuart Attwell | Spectateurs : 21 626 Arbitrage : Anthony Taylor Arbitre vidéo : Stuart Attwell |

| Match retour             | Bayern Munich             | 1 - 1   | Villarreal CF              | Allianz Arena, Munich                                                              |                                                                                    |
| 12 avril 2022 21h00 CEST | ( Müller) Lewandowski 52e | (0 - 0) | 88e Chukwueze (Moreno )    | Spectateurs : 70 000 Arbitrage : Slavko Vinčić Arbitre vidéo : Massimiliano Irrati | Spectateurs : 70 000 Arbitrage : Slavko Vinčić Arbitre vidéo : Massimiliano Irrati |
| 12 avril 2022 21h00 CEST | Lewandowski 33e           | Rapport | 59e Foyth · 90+1e Lo Celso | Spectateurs : 70 000 Arbitrage : Slavko Vinčić Arbitre vidéo : Massimiliano Irrati | Spectateurs : 70 000 Arbitrage : Slavko Vinčić Arbitre vidéo : Massimiliano Irrati |

### Demi-finales
| Équipe          | Aller | Total | Retour      | Équipe        |
| --------------- | ----- | ----- | ----------- | ------------- |
| Manchester City | 4 - 3 | 5 - 6 | 1 - 3 a. p. | Real Madrid   |
| Liverpool FC    | 2 - 0 | 5 - 2 | 3 - 2       | Villarreal CF |

| Match aller              | Manchester City                                                                                        | 4 - 3   | Real Madrid                                                       | City of Manchester Stadium, Manchester                                     |                                                                            |
| 26 avril 2022 21h00 CEST | ( Mahrez) De Bruyne 2e · ( De Bruyne) Jesus 11e · ( Fernandinho) Foden 53e · ( Zinchenko) B. Silva 74e | (2 - 1) | 33e Benzema (Mendy ) · 55e Vinícius (Mendy ) · 82e (pen.) Benzema | Spectateurs : 52 217 Arbitrage : István Kovács Arbitre vidéo : Marco Fritz | Spectateurs : 52 217 Arbitrage : István Kovács Arbitre vidéo : Marco Fritz |
| 26 avril 2022 21h00 CEST | Fernandinho 81e                                                                                        | Rapport | 90+3e Nacho                                                       | Spectateurs : 52 217 Arbitrage : István Kovács Arbitre vidéo : Marco Fritz | Spectateurs : 52 217 Arbitrage : István Kovács Arbitre vidéo : Marco Fritz |

| Match retour          | Real Madrid                                                            | 3 - 1 a. p.           | Manchester City                              | Stade Santiago-Bernabéu, Madrid                                                     |                                                                                     |
| 4 mai 2022 21h00 CEST | ( Benzema) Rodrygo 90e · ( Asensio) Rodrygo 90+1e · Benzema 95e (pen.) | (0 - 0, 2 - 1, 3 - 1) | 73e Mahrez (B. Silva )                       | Spectateurs : 61 416 Arbitrage : Daniele Orsato Arbitre vidéo : Massimiliano Irrati | Spectateurs : 61 416 Arbitrage : Daniele Orsato Arbitre vidéo : Massimiliano Irrati |
| 4 mai 2022 21h00 CEST | Modrić 9e · Carvajal 65e · Militão 84e · Valverde 90+6e                | Rapport               | 9e Laporte · 101e Sterling · 113e Zintchenko | Spectateurs : 61 416 Arbitrage : Daniele Orsato Arbitre vidéo : Massimiliano Irrati | Spectateurs : 61 416 Arbitrage : Daniele Orsato Arbitre vidéo : Massimiliano Irrati |

| Match aller              | Liverpool FC                            | 2 - 0   | Villarreal CF                | Anfield, Liverpool                                                                   |                                                                                      |
| 27 avril 2022 21h00 CEST | Estupiñán 53e (csc) · ( Salah) Mané 55e | (0 - 0) |                              | Spectateurs : 51 586 Arbitrage : Szymon Marciniak Arbitre vidéo : Tomasz Kwiatkowski | Spectateurs : 51 586 Arbitrage : Szymon Marciniak Arbitre vidéo : Tomasz Kwiatkowski |
| 27 avril 2022 21h00 CEST | van Dijk 32e                            | Rapport | 47e Estupiñán · 62e Lo Celso | Spectateurs : 51 586 Arbitrage : Szymon Marciniak Arbitre vidéo : Tomasz Kwiatkowski | Spectateurs : 51 586 Arbitrage : Szymon Marciniak Arbitre vidéo : Tomasz Kwiatkowski |

| Match retour          | Villarreal CF                               | 2 - 3   | Liverpool FC                                                          | Stade de la Cerámica, Vila-real                                                |                                                                                |
| 3 mai 2022 21h00 CEST | ( Capoue) Dia 3e · ( Capoue) Coquelin 41e   | (2 - 0) | 62e Fabinho (Salah · 67e Díaz (Alexander-Arnold ) · 74e Mané (Keita ) | Spectateurs : 23 665 Arbitrage : Danny Makkelie Arbitre vidéo : Pol van Boekel | Spectateurs : 23 665 Arbitrage : Danny Makkelie Arbitre vidéo : Pol van Boekel |
| 3 mai 2022 21h00 CEST | Capoue 63e, 86e · Lo Celso 81e · Torres 85e | Rapport | 77e Alexander-Arnold                                                  | Spectateurs : 23 665 Arbitrage : Danny Makkelie Arbitre vidéo : Pol van Boekel | Spectateurs : 23 665 Arbitrage : Danny Makkelie Arbitre vidéo : Pol van Boekel |

### Finale
| 28 mai 2022 | Liverpool FC | 0 - 1   | Real Madrid                  | Stade de France, Saint-Denis                                                   |                                                                                |
| 21h36 CEST  |              | (0 - 0) | 59e Vinícius Jr. (Valverde ) | Spectateurs : 75 000 Arbitrage : Clément Turpin Arbitre vidéo : Jérôme Brisard | Spectateurs : 75 000 Arbitrage : Clément Turpin Arbitre vidéo : Jérôme Brisard |
| 21h36 CEST  | Fabinho 62e  | Rapport |                              | Spectateurs : 75 000 Arbitrage : Clément Turpin Arbitre vidéo : Jérôme Brisard | Spectateurs : 75 000 Arbitrage : Clément Turpin Arbitre vidéo : Jérôme Brisard |